# ハピネスチャージプリキュア!
『ハピネスチャージプリキュア!』（HAPPINESSCHARGE PRECURE!）は、2014年2月2日から2015年1月25日まで、朝日放送の制作により、テレビ朝日系列で毎週日曜8時30分から9時（JST）に全49話が放送された、東映アニメーション制作のテレビアニメ。『プリキュアシリーズ』の通算11作目にして、9代目のプリキュアに当たる。

## 概要
制作発表の時点では2人の初期メンバーに加え、追加キャラクターも併せて公開されている。
「みんなを幸せにするために戦います!」をテーマに、「ハピネス注入!」を合言葉として、不幸オーラがパワーの源のクイーンミラージュ率いる悪の組織「幻影帝国」と戦う。また、「おしゃれ」「お着替え」をモチーフとしており、変身アイテムであるプリチェンミラーとプリカードを使ってプリキュアに変身したり、多種多様なコスチュームへのフォームチェンジを行う。さらにこれまでのエンディングのダンス映像で培った3DCG映像技術を活かし、フォームチェンジ後は3DCGによるダンス映像を使用、ダンスによって戦う要素も盛り込まれる。この他、プリキュアをサポートする2人のイケメン男性との淡い恋愛模様も描写されることになっている。
本作品の制作にあたり、東映アニメーションプロデューサーの柴田宏明は「読んで字のごとく、人々に幸せをお届けするプリキュア。全国のお子さんたち、ご家族の方が日曜朝にハッピーな気持ちになれる作品を目指して鋭意制作中」と、朝日放送プロデューサーの土肥繁葉樹は「毎日の生活を送るなかで、人は大なり小なり壁にぶつかり、もがきながら乗り越えようとしているはず。ときに気持ちが折れそうになったとき、自分を鼓舞し、心の支えとなってくれるのは何か。『プリキュア』が今でもそうした存在になりうることを、自信を持って訴えたい」 と語っている。また番組放送開始前に都内で行った会見で、土肥は「どんなにつらく厳しい状況でも、気持ちの持ちようで世界が違って見えてくる。仲間がいれば、力を合わせて前に進むことができる。そんなメッセージを込めて、お送りします」とも語った。白雪ひめ / キュアプリンセス役の潘めぐみも「この道でやってくぞ!と決めて10年。アニメから夢や希望をたくさん浴びてチャージしてきたハピネスを、テレビの前の皆さんに全身全霊で届けたいです!」と熱意を語った。
前作から引き続き、文字多重放送による字幕表示やデータ放送、スマートフォンアプリとの連動企画が行われている。データ放送では着せ替えゲームをすることができ、コーデを完成させて電話（テレドーム）をすることでプレゼントに応募できる。また、シリーズで初めてオーバーレイ表示を導入し、時刻表示を非表示・通常表示・プリキュア仕様の表示に切り替えることが可能となった。スマートフォンアプリでは応援することで歴代のプリキュア37人の3Dモデルがもらえるようになっている。
同年5月26日では、6月8日放送分（第19話）にて元プロサッカー選手の中山雅史が愛称「ゴン」の役でゲスト出演することが発表された。また、同年8月17日放送分（第28話）では、主題歌を担当する仲谷と吉田がハワイのプリキュア「アロ〜ハプリキュア」の役でゲスト出演した。

### シリーズ10周年記念作品としての取り組み
本作品は「プリキュアシリーズ」放送開始10周年記念作品としても位置付けられており、これに関連して記念ロゴが新規に製作されたほか、放送開始から毎週1回につき1人ずつ番組のオープニング冒頭で『ふたりはプリキュア / ふたりはプリキュア Max Heart』から前作『ドキドキ!プリキュア』までの合計33人の歴代プリキュアによるメッセージ映像が、第34話まで放送された。このうち本作品の2014年5月4日放送分（第14話「ヒーロー登場! あいつはいかしたすごいやつ!!」）はプリキュアシリーズ通算500回の放送を迎えたのに伴い、「500回記念」の特別版として歴代プリキュアではなく本作品のプリキュア4人（ラブリー・プリンセス・ハニー・フォーチュン）による記念コメントとなっている。
第5話からは番組公式サイトの「ストーリー」内で誰が担当するか事前に告知されるようになった。詳細は後述の各話リストを参照。このメッセージ映像はDVD・BD版にも収録されており、さらに、YouTubeの東映アニメーション公式チャンネルでメッセージ部分のバックナンバーを視聴できる。また、2014年10月7日に発刊された「プリキュア新聞」（日刊スポーツ新聞社）の「歴代プリキュア祝福」のページに、映像の一場面とセリフが掲載されている。
また、開催10年にあたる「Animelo Summer Live 2014 -ONENESS-」に、シリーズ10周年である本作品の記念も交える形で同年8月31日付で本作品の主題歌を担当する仲谷と吉田、そして歴代歌手から五條真由美、工藤真由、池田彩の5人が「プリキュアサマーレインボー!」として出演している。

## あらすじ
地球は謎の国家・幻影帝国に侵略されつつあった。その幻影帝国に立ち向かうプリキュアたちは日々ニュースで取りあげられ、世界的に認知されている少女たちの憧れの存在だった。そうした中、白雪ひめことヒメルダ・ウインドゥ・キュアクイーン・オブ・ザ・ブルースカイも祖国ブルースカイ王国を幻影帝国から取り戻すべく「勇気のプリキュア」キュアプリンセスとして日本のぴかりが丘で戦うが、全戦全敗という無残な戦績を残す。しかも、すでに大活躍している「運命のプリキュア」キュアフォーチュンからの叱責を受けて自暴自棄になり、ブルースカイ王国大使館に引きこもってしまう。
そんな心境を酌んだ「地球の神」こと精霊ブルーがひめに愛の結晶を促す。早速ひめは愛の結晶を高い塔から投げると、買い物中の1人の少女に当たる。その少女は愛乃めぐみだった。めぐみに話しかけ無事に2人は親友となる。そして、キュアラブリーとなっためぐみはひめとともに「ハピネスチャージプリキュア」を結成して、幻影帝国の幹部であるナマケルダとホッシーワが送り込むサイアークとの戦いに挑む。
その後、幻影帝国側は帝国を率いるクイーンミラージュがハピネスチャージプリキュア打倒のために腕利きの幹部・オレスキーをぴかりが丘に派遣する。それと同時にめぐみの親友・大森ゆうこは自分がキュアハニーの正体だと明かし、ハピネスチャージプリキュアに加入する。ゆうこ加入後、プリキュアハンターの異名を持つ最強幹部・ファントムがクイーンミラージュの命令でハピネスチャージプリキュア打倒に乗り出す。
ファントムとの戦いでフォーチュンも次第に共闘することになっていく。また、学園の才女で有名な氷川いおなが自らフォーチュンの正体と明かし、めぐみたちにチーム結成を促す。また、いおなの姉である氷川まりあがファントムに封印されたキュアテンダーとも判明する。しかし、いおなはアクシアの件もあってかひめに対する態度は非常に厳しい。しかし、ひめといおながお互いの誤解を解いて和解し晴れて4人のハピネスチャージプリキュアが結成された。さらにアクシアの真の姿であるシャイニングメイクドレッサーを入手し、絶大な威力の「ハピネスビッグバーン」を撃ち強大なサイアークを次々と撃破していく。そして、4人は強化形態イノセントフォームを身に付け一層のパワーアップを果たす。
一方、戦いが進むにつれ幻影帝国の謎も明らかになり、クイーンミラージュはかつてぴかり神社で巫女をしており、ブルーと出会いキュアミラージュとして悪に立ち向かっていたことが明らかになる。また、ブルーとミラージュがかつて恋人同士だったことが判明し、使命を優先したブルーにミラージュが傷ついてしまい、そこをディープミラーに唆されて変貌してしまった過去が明かされた。
度重なるオレスキーたちの任務失敗続きにしびれを切らしたクイーンミラージュは、封印された氷川まりあを洗脳してハピネスチャージプリキュアを打倒する刺客として送り込むが、逆にラブリーたちによってまりあの洗脳が解かれ計画が失敗に終わる。これに激昂したクイーンミラージュは次の手として世界中にサイアークをばら撒き、地球規模での侵略を開始する。めぐみたちはブルースカイ王国へ乗り込み、城の門番として待ち構えていたファントムやオレスキーたちと対決する。そのあと、ブルーとラブリーの強力な愛情心、およびイノセントフォーム状態の4人の合体技「イノセント・プリフィケーション」でついにミラージュの洗脳を解くと同時に幻影帝国も崩壊し、ブルースカイ王国をはじめ世界に幸福が戻り、鏡の中やプリキュア墓場に閉じ込められていた人々やプリキュアたちが戻った。
しかし、ミラージュたちを操っていたディープミラーが「憎しみの神」レッドとして正体を明かし、地球に強化型の赤いサイアークを使役させ、めぐみの幼馴染・相楽誠司に憎しみの結晶を植え付けダーク誠司としてラブリーたちと対峙させる。4人はダーク誠司と再戦しラブリーの愛情心とイノセント・プリフィケーションで憎しみの結晶を消滅させ、誠司の洗脳解除に成功する。また、世界のプリキュアたちも大幅にパワーアップを果たし、地球に侵攻したサイアークを撃破する。
そして、ついにレッドが立ちはだかり最終決戦が始まる。レッドは「オレもかつてこの星（惑星レッド）を守護して愛していたが滅んてしまった」と明かし、さらに「憎しみの前には愛など無力!」とラブリーに吐き捨てる。だが、その言葉に屈せずラブリーの「地球の人々とレッドを愛で守りたい!」という思いと、地球のミラージュたちから送られた光の粒の融合でプリカードが誕生する。そして、ラブリーはそのプリカードを用いて最終形態のフォーエバーラブリーに変身を遂げレッドと対峙する。ラブリーは激闘の末「プリキュア・フォーエバーハピネスシャワー」でレッドの心を浄化する。そして、幻影帝国の幹部たちもレッドの呪縛から解放される。
戦闘後、ブルーとレッドはさまざまな経緯を話す。そして、レッドはめぐみたちに惑星レッドの復興を約束し、さらにブルーとミラージュもこれに携わるため地球を去ることを決め、めぐみたちに地球の愛あふれる平和と愛の結晶を託した。
めぐみ、ひめ、ゆうこ、いおな、誠司の5人はブルーからもらった愛の結晶を手に、愛と勇気と優しさで各々の運命を切り開く毎日を送るのであった。

## 登場人物

### ハピネスチャージプリキュア
日本・「ぴかりが丘」のプリキュアたち。めぐみ、ゆうこ、いおなは同町出身で、前二者は幼なじみでもある。ひめは「ブルースカイ王国」の王女。第4話から編入するひめを含め全員「ぴかりが丘学園」に通う中学2年生であり、いおなを除く3人はクラスメイトでもある。
瞳の色は全員髪色と同色である。プリキュア時も不変だか少し鮮やかになる。
4人ともサイアークに対する耐性をもつ。
一人称は全員「わたし」だが、めぐみは「あたし」も使う。
プリキュアへ覚醒した経緯は「プリキュアの設定」を参照。
愛乃 めぐみ（あいの めぐみ） / キュアラブリー
声 - 中島愛
本作品の主人公である14歳の少女。愛のプリキュア「キュアラブリー」に変身する。10月12日生まれの天秤座。思っていることを「こころの歌」という形で口ずさむ癖がある。また、喜びが高まると「しあわせハピネス！」と口にしており、さらに自分がハピネスなら周りもハピネスという思考を持つ。
濃いマゼンタ色のポニーテールが特徴。ファッションに憧れているが、センスはイマイチ。「自分にはかわいい服は合わない」と思い込んでおり、私服も当初は緑色の質素なジャージを着ていた。後に色鮮やかなジャージに代わり、また夏服として水色の半そでを着るようにもなったが、いずれも動きやすさを優先したチョイスである点は共通している。
ひめと誠司には呼び捨て、ゆうこを「ゆうゆう」と呼んでいる。いおなを当初「氷川さん」と呼んでいたが、彼女が仲間になったのを機に「いおなちゃん」と呼ぶようになる。ブルーも当初「神さま」と呼んでいたが、第26話で彼から「ボクのこと『ブルー』と呼んでくれていいよ」と言われたため、呼び捨てで呼ぶようになる。
正義感が強くシャイでドジっコなところもあるが、礼儀正しくとても陽気な性格。好奇心旺盛で楽しいこと好き。しっかりもので、元気と笑顔が溢れる愛嬌で人々から愛されているが、困っている人に節介を焼くことで迷惑をかけることもある。第30話でそれが「何かをしてあげないと自分を好きになってもらえない」というメサイアコンプレックスであることが明らかになり、その事をアンラブリー（ファントムが自身の影の部分（コンプレックス）を纏って変身した姿）に「だれからも愛されない」「人助けは他人に好かれたいだけの行為」と指弾され、戦意を失う。しかし、ひめたちから「それがめぐみだからいいの！」と励まされて再起し、アンラブリーの影を打ち破り、そして3人と一緒にファントムを返り討ちにした。
他人の長所を見つけるのが得意ではあるが、自身は不器用で嘘や隠し事が苦手。そのため、第3話において「プリキュア」というワードで動揺するのを誠司に見抜かれてしまい、その後、彼に変身を見られたことで完全にバレてしまった。学業も不得意だが、頭の回転は速く、力仕事が得意。また、嗅覚が優れている。
「プリカード」で叶えたい願いは「体の弱い母を元気にしたい」。
第13話でブルーのトラウマを知り「力になりたい」と思うようになり、そしてブルーに抱きしめられたことで恋心を抱くようになる。先述の二人称の変化など、物語が進むにつれてその想いも増していくが、第43話でミラージュが浄化され、ブルーと復縁したのを見て祝福するが同時に自身の失恋が確定した。続く第44話でひめたちと開いたパジャマパーティーでは「わたしの前でキスするなんて！」と愚痴っていたが、翌日になって失恋の悲しさが込み上げ慰めに来た誠司の前で号泣する。そしてそれに目をつけたレッドによってミラージュの代わりに洗脳されそうになるが、駆けつけた誠司の掛け声で難を逃れた。
第48話で愛を否定するレッドを救いたい思いで「フォーエバーラブリー」へ変身し、そして最終話では彼と互角の勝負をくり広げて勝利し彼の愛を甦らせることに成功した。
メンバーの中で唯一封印されなかった。
白雪 ひめ（しらゆき ひめ） / キュアプリンセス
声 - 潘めぐみ
ブルースカイ王国出身の14歳の王女で、同国の王位継承者。勇気のプリキュア「キュアプリンセス」に変身する。4月1日生まれ。あらゆる口癖があり「すごごごーい！」「やばやばいよ」「そんなこと…あるけど！」など、王族の人間とはかけ離れたセリフで気分を表現している。
本名は「ヒメルダ・ウインドウ・キュアクイーン・オブ・ザ・ブルースカイ」であるがあまりにも長すぎるため好きな絵本の『白雪姫』から考えた名前を名乗り、めぐみたちにも「『ひめ』でいいよ」と促している。
青色のロングヘアが特徴で、王女として振舞う際は髪をポニーテールに結ぶ他、状況に応じてツインテールになることもある。白と水色のレースの服を着ており、胸元にはブローチを飾っている。また、白色のハイヒールを素足のまま履いている。王女として振る舞う際には水色のティアラと金の輪のイヤリングを付けて白いドレスを着用する。
めぐみやゆうこ、誠司を呼び捨てで呼んでいる。フォーチュンの正体と判明しおののいていたいおなを当初「氷川さん」「（キュア）フォーチュン」と呼んでいたが、後述の和解を機に呼び捨てで呼ぶようになる。ブルーを「神さま」と呼んでいる。
ファッションセンスは高く、めぐみからは初対面の際に弟子入りを志願されたほど。自身もこの点を褒められると普段の人見知りぶりから一転、やたらと饒舌になる。「おしゃれは、出会いとひらめきとチャレンジ！」や「女の子は誰でも、キラキラ光る宝石！」という信念を持つ。そのため第3話でめぐみがパジャマで外出したのを見て憤慨し「オシャレは24時間年中無休！」と注意した。
また学業も全体的に優秀で、特に英語は学年で唯一満点を取るほど優秀であるが、国語の漢字の書き取りが弱点。料理や力仕事も苦手としているが、前者はめぐみたちの助力で克服しつつある。
一方、長所を褒められた際のお調子者ぶり。短気で直情的な性格であり、喜怒哀楽が非常に激しい。また、傍若無人で自己中心的な上とても騙されやすい。かなり短気なせいなのか、口調は子供っぽいがかなりの毒舌である。彼女は気性が激しく、自分勝手さや怖がりな一面など、物語当初は様々な短所が目立っており、中でも人見知りぶりに関しては群を抜くものがあった。友情というものに多少なりとも憧れはあるものの「友達は便利な物、捕まえる物」という認識もあってか、めぐみと出会う以前は友人を作るのはおろか他人ともまともにコミュニケーションができないでいたが、彼女やゆうことの出会いによって次第に前向きかつ社交的になっていく。また、こうした人間的な成長はそれまで敵前逃亡すら多々あったプリキュアとしての活動にもプラスに作用しており、のちに仲間や大切な人々を身を挺して守る勇敢さを備えるようになった。
恋愛や結婚には強い関心をもっており、ブルーの恋愛禁止の掟も不服としている。また、理想のタイプは「顔よし、スタイルよし、ファッションセンスよしの白馬に乗った王子さま」と述べている。第26話では誠司がめぐみに恋していることを知りつつ、自分を守ってくれた彼に恋に近い感情を抱く。最終的に「勘違い」だったという結論に至るものの、この件をきっかけとして「本当の恋がしたい」と願望を抱くようになった。
後述の通り「幻影帝国」に支配されている祖国を救うのがプリキュアになった理由であり、プリカードで叶えたい願いもまた同様である。こうした事情から物語開始時点ではぴかりが丘にある日本国の大使館を住まいとしているが、祖国を取り戻した後も両親たちから帰国を促されているにもかかわらず「卒業までぴかりが丘にいたい」という理由から物語終了時点でも引き続き日本に滞在している。
その一方、実は「アクシア」を開けて幻影帝国を復活させた張本人でもあるが、故意に開けたわけではなく「アクシアから助けを求める声が聞こえてきた」という理由によるものであった。この件については「話したら嫌われる」という理由でめぐみとゆうこに黙っており、唯一この事を知っていたいおなから敵視されるきっかけにもなっていた。その後真相を知っためぐみたちからの諭されもありいおなと向き合うことを決める。そして第22話で今まで集めたプリカードをいおなにあげて真実を話し、続く第23話でサイアークに苦戦していた彼女に加勢したのがきっかけで意気投合しわだかまりを解いた（いおなの項目も参照）。
「主人公より目立ちたがり」「お調子者」「ファッション好き」「青いプリキュアに覚醒」など『ハートキャッチプリキュア!』の来海えりか / キュアマリンとの共通点が多い。これについてキャラクターデザインを手がけた佐藤雅将は「ひめを考えたとき、えりかが頭の中にありましたから」と述べており、さらに「ひめに限らず、わたしは馬越嘉彦さんの弟子なのでそれを意識してデザインしました」とも語っている。
大森 ゆうこ（おおもり ゆうこ） / キュアハニー
声 - 北川里奈
めぐみと誠司の幼なじみである14歳の少女。優しさのプリキュア「キュアハニー」に変身する。8月2日生まれ。
ショートヘアの茶髪が特徴。私服は山吹色のオーバーオールを着ており、夏服は胸に紐つきの半袖とキュロットを着ている。靴はパンプスで素足履きをしている。
めぐみやひめを「ちゃん」付けで呼んでいる。いおなを当初「氷川さん」と呼んでいたが、彼女が仲間になったのを機に「いおなちゃん」と呼ぶようになる。誠司を「相楽くん」、ブルーを「神さま」と呼んでいる。
両親は弁当屋の「おおもりご飯」を営んでおり、自分も弁当運びなどを手伝っている。ほかにも姉がおり、祖父と祖母は「ぴかり山」で暮らしている。
和やかな雰囲気の持ち主で、めぐみたちへの接し方や恋愛に対するスタンスのように、常に一歩引いた客観的な立場からその行動を見守ることが多い。メンバーの中では比較的しっかり者の部類に入るものの、後述のプリキュアの正体を明かすくだりのように照れ屋な側面も持ち合わせている。他のメンバーと比べて恋愛に関するエピソードに触れられる機会は少ないが、第27話にて過去に一度ものすごい恋愛をした事があるとのみ述懐したことはある。
料理に関することが好きで、料理に手間をかけるほど熱心であり、食事に集中しすぎることもある。また「空腹は料理をおいしくする最高のスパイス」という信念をもっており、空腹になるためジョギングなどの運動をしている。蜂蜜が好物であり、キュアハニーの名前の由来にもなっているほか「ハニーキャンディ」と称する飴も自作・常備しており、弁当の配達時を始め他人に配ることもしばしばである。こうしたスタンスはプリキュアとしての活動にも反映されており、自作の歌である「しあわせごはん愛のうた」を戦闘中に歌うほか、プリカードで叶えたい願いも「みんながご飯をおいしく食べられること」であり、ついには「おいしくご飯を食べたい」という思いから「イノセントフォーム」の覚醒に至っている。
ブルーから「愛の結晶」を与えられてプリキュアとなったのはめぐみたちよりも早く、また、彼によって世界のプリキュアを助けるため世界中に派遣されており「世界のキュアハニー」としても報道されていた。第9話でめぐみたちの前に初めて姿を見せ、続く第10話ではキュアハニーとしての正体を明かした。素性を伏せていた理由としては前述した照れ屋な部分が大きい一方、当初は「皆がピンチの時に登場した方が美味しいから」とも述べている。
かつて「デビット」という愛犬を飼っていた時期もあり、デビットと接していく中で前述の料理・ご飯に対する強い思い入れを持つきっかけを得ている。第31話でファントムが負傷した際にはその姿に亡きデビットを重ね合せて看病した事もあり、その縁から最終回（第49話）でミラージュが地球を去った後、ファントムの本来の姿であるファンファンと共に住むようになった。
氷川 いおな（ひかわ いおな） / キュアフォーチュン
声 - 戸松遥
めぐみたちの隣のクラスの女子生徒。運命のプリキュア「キュアフォーチュン」に変身する。10月7日生まれ。
紫色のロングヘアが特徴で、空手の稽古時などではポニーテールにまとめている。私服は薄い紫色のジャケットを着ており、夏服は藤色の袖ブラウスと白色のスカートを着用し、ショートブーツを素足のまま履いている。
めぐみやゆうこを当初「愛乃さん」「大森さん」と呼んでいたが、仲間に加わったのを機に呼び捨てで呼ぶようになる。敵視していたひめを「白雪さん」「あなた」「（キュア）プリンセス」やフルネームで呼んで距離を置いていたが、後述の和解を機に彼女から「『ひめ』と呼んで！」と促されたため、呼び捨てで呼ぶようになる。誠司を「相楽くん」、ブルーを「神さま」と呼んでいる。
「氷川流空手道場」の師範を務める祖父と、ふたり暮らしで家計を支えており、いおな自身も黒帯を取り、祖父と互角に渡り合えるだけの実力を持っている。この他にもアメリカ在住で空手の指導普及に努める両親、それに後述する姉のまりあがいる。まりあに対してはプリキュアとしても人としても尊敬しているが、ややシスコンな気も見受けられる。空手に留まらずスポーツも万能で、さらに学業でも学年1位の成績を収めるなど、校内では有名人となっている。
占いが特技という一面もあり「ぴかりが丘祭り」の出し物では占い師「ミス・フォーチュン」を名乗ったり、キュアラインを駆使して占いを行うこともあった。
クールかつ生真面目な性格の持ち主で、一度決めたこと、また思い込んだことは徹底して貫く意志の強さも持ち合わせているが、時としてそれが融通の利かなさという形で現れることも少なくはない。後述の「プリキュア恋愛禁止令」など、自身にとって納得の行かない決まりごとや、理に適わないことに対しては真っ向から突っぱねることもある。合理性に重きを置く姿勢は日常生活にも表れており、買い物に際しても安い品々がある店を把握していたり、クーポン券を使ったりと、ひめから「けちんぼ」と揶揄されるほどの倹約家な側面を持ち合わせている。
このような性分から他人に対して素直になりきれず、また歯に衣着せぬ物言いを相手にぶつけることもあってか、周りからは近寄りがたいと見られることも多く、またひめを始めとして他人とぶつかり合うことも、物語の前半では特に顕著に見られた。それでも相手に対する礼儀をわきまえ、友人を励ましたり頼みを引き受けたりするなど根は優しい人物でもあり、時としてツンデレとも取れる発言や行動も見受けられる。前述のミス・フォーチュンや、強化合宿の際めぐみの提案に乗って決めポーズの考案に乗り気な姿勢を見せるなど、時にノリのいい面を見せることもある。
恋愛に対する興味や憧れは当初はプリキュア恋愛禁止令にも反発していた位だが、後にひめが恋心を抱いた際、ブルーの真意や恋愛によるリスクを理解したことから、一転して賛意を示している。さらに第32話では別クラスの海藤裕哉から告白を受け、物語上初めて自分が恋愛の主体になり真摯にそれを受け止めて考える経験を描かれるに至るが、その後の進展については特に触れられることはなかった。
プリキュアとして弱い者を助ける正義感こそ持ち合わせているが、ファントムに倒された姉のキュアテンダーから力を引き継ぎ、プリカードで叶えたい願いも「ファントムを倒せるくらいに強くなること」であったなど、プリキュアとしての活動も当初はあくまで「仇敵を倒す」という目的によるところが大きかった。またファントムや幻影帝国のみならず彼らが復活した元凶でもあるひめに対しても並々ならぬ敵意を向けており当初から事ある毎に厳しい態度をとっていたが、第22話で彼女からの謝罪と新たな変身能力の獲得をきっかけに変化が生じ、続く第23話で彼女と共闘したことで考えを改め戦闘後自身が取った行動を省み彼女に謝罪しわだかまりを解いた（ひめの項目も参照）。その後めぐみから仲間の証として「キュアライン」を貰ったのを機にハピネスチャージプリキュアに加入、以降チームの強化を目指すようになる。第32話では最初に強化形態のイノセントフォームに目覚めた。

#### パートナー妖精
リボン
声 - 松井菜桜子
めぐみ、ひめ、ゆうこのパートナーにしてハピネスチャージプリキュアのパートナー妖精。
頭部にクローバーがついたピンク色のリボンをつけている。また、空中を浮遊して移動することができる。
一人称は「わたし」。基本的に相手を名前で呼び、ブルーには「ブルーさま」と呼んでいる。
お嬢さま気質でプライドが高く、語尾に「ですわ」と付けて話す。しかし、怒ると荒っぽい口調になる。
胴体部分が桃色のワンピースのような形状で顔や手足は白くなっている。また、背中はテントウムシの形をした「はね」を持っており、中央に白色のハートの斑点があり、その周りに左上にピンク色、同下に黄色、右上に水色、同下に薄紫色の4つの円形の斑点がある。首には「しあわせ玉」というペンダントのようなアクセサリーを着けている。
ひめの世話役でもあり、私生活でもひめをサポートしているが、ワガママなひめには手を焼いている。ときどき辛辣な意見を言うこともあるが、それもひめを想ってのことである。
しっかり者であり、ひめが暮らす大使館の食事もリボンがまかなっている。
一般人の前ではぬいぐるみのふりをしている。
プリキュアの集めたプリカードを「プリカードファイル」に収納して管理している。
ぐらさん
声 - 小堀幸
いおなのパートナーにして、第24話からはハピネスチャージプリキュアのもう一匹のパートナー妖精として活躍する。
ワンピースは青紫色、背中のテントウムシ（はね）は紫色をしている。また、頭部にサングラスを付けており、悩んだり考えたりした時に掛けることもある。
女の子であるが、一人称が「オレ」であったり、語尾に「だぜ」と付けるなど男性的な口調で話し、さらに「ら行」の音は巻き舌で発音する。
リボンと同じく相手を名前で呼ぶが、ブルーを「おまえ」と呼んだり、めぐみを「子ネコちゃん」や「おじょうちゃん」、ひめを「おひめちゃん」とキザっぽく呼ぶときもある。
元々は、いおなの姉であるまりあ（キュアテンダー）のパートナー妖精であったため、まりあのことはよく知っており、「キュアテンダーは強かった」や「ハートの強い女性」と述べている。また、まりあを失ったことを悔いており、それでブルーに「あわせる顔がなかった」と述べ、ブルーに黙っていたことを謝罪している。
当初からいおなを支えており、プライベートでもいおなを助力している。また、ひめとケンカしたいおなに「歩み寄る勇気も必要」と諭した。
プリキュアの共闘には寛容であり、めぐみたちを信頼している。しかし、怒らせると怖い一面もある。例えでことわざを用いることがある。
いおなが集めたプリカードを管理しており、リボンと同じく一般人の前ではぬいぐるみのふりをしている。
漫画版とミュージカル版では登場していない。

### プリキュアの関係者
いずれもプリキュアの正体を知り、協力している人々。
ブルー
声 - 山本匠馬
地球の精霊。外見は20歳くらいの華奢な美青年で、水色の髪が特徴。白色のシャツを着ている。身長180cm。
一人称は「ボク」で、二人称は「キミ」であり（「あなた」と呼ぶ人もいる）、プリキュアと妖精には呼び捨てで呼び、誠司のみ「誠司くん」と呼ぶ。
鏡を通して日本の大使館に出向いているほか、世界各地で「愛の結晶」を振りまき、プリキュアになる資質のある者を探している。
穏やかな性格であり「神さま」とも呼ばれている立場だが、他人にも気さくに接している。普段は笑顔を絶やさないが、悲しそうな表情をすることもある。
掟に厳しい一面もあり家族にプリキュアの正体をあかすことはもちろん、プリキュアに対して当初は恋愛を禁止したり、めぐみの成績不振に驚きプリキュアの活動を禁じるといった禁止事項を定めているが、掟を破っても咎めるようなことはしない。
ひめとリボンの仲を誰よりも承知しており、二人がケンカしたときもリボンの胸中を察して仲直りするよう促している。
戦闘能力はほとんどないが、変身アイテムを生みだしてプリキュアたちのパワーアップを助けたり、強力なバリアを張って敵の攻撃を防ぐなど、防御面でサポートしている。
かつてミラージュとは恋仲であったが破局し傷ついた彼女が悪に染まったのは自分自身と責めて悲しみに耽っていたが、第43話で浄化された彼女に改めて想いを伝え復縁を果たす。だが同時に目の前にいためぐみを失恋させ、続く第44話でめぐみがレッドに狙われる原因も作った。ちなみに、この復縁についてめぐみたちから「わたしたちは禁止って言っておきながら自分は恋愛して…、デリカシーないし矛盾してる！」と愚痴られている。
いおながフォーチュンに変身した経緯については彼女本人から聞かされるまで知らなかったが、その際に彼女の姉・まりあ（テンダー）がファントムに倒されたことを知って動揺し彼女たちが不幸になったのも自分のせいだと落ちこむが、めぐみの慰めの言葉により立ち直る。
最終話でレッドの弟と明かし、そして兄やミラージュとともに「惑星レッド」を復興させることを決め、めぐみたちに愛の結晶を贈り地球を去った。
相楽 誠司（さがら せいじ）
声 - 金本涼輔、菅谷弥生（少年期）
めぐみとゆうこの幼なじみ。14歳 の正義感が強い茶髪の少年。身長160cm。
一人称は「オレ」。めぐみとひめを呼び捨て、ゆうこといおなを「大森」「氷川」と、ブルーを「神さま」と呼んでいる。
勉強は学年2位になるほどの文武両道であり、そのため女子からも人気はあるが今は空手が楽しいため恋愛には興味がない様子。また、料理も得意。
戦闘能力はチョイアークに善戦できる実力をもつが、サイアークに対する耐性は持たない。
氷川流空手道場に通っており、いおなと同じ黒帯を締めている。
めぐみとは幼いころからの付き合いであり、長所も短所も理解している関係であるが本心では想いを寄せている。そのため、めぐみがブルーに惹かれていることを知った際には複雑な表情を浮かべている。
第3話で町を荒らしているチョイアークに戦いを挑んで返り討ちに遭うが、めぐみがラブリーに変身する姿を目にして正体を知る。これを機にめぐみたちに協力することになり、ブルーから仲間の証としてキュアラインを託される。
第27話で先述のブルーとめぐみの関係から恋の悩みができ彼と話し合うが、その悩みをナマケルダに悪用されてサイアークにされてしまう。その後ラブリーたちに助けられたあと改めてブルーと話し恋の悩みは無事に解決する。
第45話でレッドからの洗脳により幻影帝国の新しい刺客「ダーク誠司」としてラブリーたちと敵対することになる。詳細はダーク誠司を参照。
第47話で洗脳から解放された後はめぐみたちの戦いを見守っていた。
氷川 まりあ（ひかわ まりあ） / キュアテンダー
声 - 小林沙苗
いおなの姉。黒色のロングヘアが特徴で、薄い紫色の服を着ている。一人称は「わたし」。
優しい性格であり、交友関係も広く友人も多い。また、自分が決めたことについては曲げない意志の強さをもつ。
いおなへの愛情は強いが、いおなに対して無理難題をつきつける一面もあり、お茶目な素顔を見せることもある。
妹と同様に氷川空手道場で修練を積んだ武闘家であり足捌きと手捌きを駆使し、その腕前はいおなが全く敵わないほど。
いおなからは「お姉ちゃん」と慕われており、「オシャレかつ勤勉家で友達も多い」「ひとりの女性としてすばらしい」と評されている。
ファントムからは「最強のプリキュア」と評されているが、同時にお人好しな一面を「愚か」と貶されている。また、クイーンミラージュもその実力は認めている。
プリキュアとして幻影帝国と戦っていたが、ファントムとの戦闘の際にいおなを庇ったことで敗北し変身前の姿で「プリキュア墓場」に封印される。この際、何らかの経緯でいおながプリチェンミラーを譲り受けている。
前述のことを表向きには「海外留学中に行方不明」とされており、真実を知るのはごく一部の人物にかぎられている。
第37話でクイーンミラージュに洗脳されたことで幻影帝国の刺客として「幻影帝国の奥の手・キュアテンダー」としてラブリーたちと対峙する。詳細はキュアテンダー（悪）を参照。
第38話でラブリーたちと対決しずば抜けた戦闘力で圧倒するが、フォーチュンを見て過去の記憶が断片的に思い出し躊躇う。そして4人の合体必殺技を浴びて洗脳が解かれ、いおなと本当の再会を果たし涙を流しあった。
第39話で「自分がいなくても十分」という理由でめぐみたちの仲間にはならず、両親のいるアメリカを拠点に世界中のプリキュアを助っ人する決意を決める。しかし、いおなに止められたため空手の勝負を挑むことにしたが圧勝する。めぐみたちを見届けたあとアメリカへと向かった。
第43話でアメリカでクイーンミラージュが召喚したサイアークと戦い、第46話でダーク誠司に敗れためぐみたちの元へ駆けつけ戦意喪失した彼女たちを叱咤激励し「本当に大切な人を守る」ことの大切さと戦意を取り戻させた。また第47話以降は惑星レッドへ向かった4人の代わりにアロ～ハプリキュア、キュアミラージュと共にぴかりが丘の防衛も担当している。
キャラクターデザインの佐藤雅将は「まりあは『ハートキャッチ』の月影ゆり / キュアムーンライトをやさしくしたイメージでデザインしました」と語っている。
増子 美代（ますこ みよ）
声 - 小島幸子
第8話から登場。プリキュア情報番組「プリキュアウィークリー」の看板キャスター。登場時の口上は、「みんなに伝えたい! 私が伝えたい!」「続けて読めば、マスコミよ!」。
世界中のプリキュアの情報を自ら取材し情報発信している。しかし、自身が取材をされるのは苦手。
その一方で海外のプリキュアがファントムの餌食にされる様子を嬉々として公開したり、マダムモメールによってもたらされたハワイの危機にはノータッチという杜撰さが目立つ。
その昔、サイアークに襲われているところをテンダーに助けられており、それが影響して「かつてはプリキュアになりたかった」と述べている。
第16話でハピネスチャージプリキュアの正体を探ろうと行動し、学校や家などめぐみのいるところへ押し寄せるというプライバシーたるものがない様を見せる。その後前述した自身の話を聞いためぐみが感動して正体を明かしたのを見てときめく。そしてブルーから愛の結晶をうけ取るがプリキュアにはなれなかった。それにより落ち込んでいた隙にナマケルダによってサイアークにされるがハニーの活躍で助けられた。
めぐみたちがプリキュアであることを秘密にしており、世界の子供の声援がプリキュアたちの力になることをテレビで伝え「これからもプリキュアの情報を伝えます」と誓う。
本作品のシリーズディレクターである長峯達也によれば、戦場カメラマンのような役割を担っており、自ら撮影・取材を行っているという。キャラクターとしては『Yes!プリキュア5』シリーズに登場した「増子美香」のオマージュであり、シリーズ構成の成田良美がアイデアを出し、美香のデザインを元にキャラクターデザインの佐藤雅将が新たに描きおこしている。

### 幻影帝国
プリキュアの敵対勢力。不幸の女王と呼ばれているクイーンミラージュがひきいる巨大な勢力であるが、実態は憎しみの神であるレッドが操っている。すでに支配下に置いている「ブルースカイ王国」の王宮を本拠地にしており、その領域内ではプリキュアの力が発揮できない特殊な空間へと変貌している。
地球にある全ての国を不幸にすることを目的に掲げており、人間のあらゆる感情から生まれる怪物の「サイアーク」を使役して世界を最悪に染め上げ、人間の幸せを消し去ろうと目論む。また、行動が大規模なため、一般人にも認知されている存在である。
メンバーは元々「ブルースカイ王国」にある「アクシア」と呼ばれる箱に封印されていた者たちで、災いをもたらす存在とされていた。そのアクシアがひめによって開かれたことで現代に復活し、支配下に置いたブルースカイ王国を本拠地に全国へと侵攻するようになった。
第43話より、ハピネスチャージプリキュアの活躍によって女王のクイーンミラージュが浄化され、本拠地であるブルースカイ王国も解放されたため、幻影帝国自体は崩壊したが、それ以降は黒幕であるレッド一派が世界を侵攻するようになる。
なお、映画版では「ブラックファング」というメンバーが登場する。

#### 惑星レッド
レッドが拠点としている赤い惑星。昔は地球と同じく生命や愛で満ちあふれていたが、現在は既に滅んでおり、壊れかけた遺跡が乱立し、とても生命体が住めるような環境ではなくなっている。
惑星には無数の赤いサイアークが寄生して徘徊しており、レッドが召喚・使役する。
レッド
声 - 井上和彦
クイーンミラージュを裏から操る黒幕で、「憎しみの神」という肩書をもつ。その正体はブルーの実兄。赤色のセミロングヘアが特徴。一人称は「オレ」。
私服は黒色を基調としたセーターと赤色のズボンを着用しているが、正装の際には赤色を基調とした服装に紫色のマントをはおった衣装を着用する。
かつては惑星「レッド」を守護する神であり、そこに住むすべての生命に愛情を注いでいたが、ある日、隕石の衝突により自分の惑星が滅亡したことで深く絶望し、その負の感情が暴走して遂には「愛」という概念そのものを憎悪するようになる。その後、ブルーが守護する地球を「愛に満ちあふれている」という理由で強く嫉妬し、地球を滅亡させることでブルーにも自分が感じた絶望を味わわせようと目論むようになった経緯をもつ。
前述のように悪人となった後、今から約300年前の地球に降臨しようと試み、そこでブルーに失恋して悲しみに満ちていたキュアミラージュに接近し、彼女に憎悪の感情を植えつけて「クイーンミラージュ」へと変貌させ、彼女を誘導して「幻影帝国」を創設し、自身は「ディープミラー」というクイーンミラージュに仕える側近として正体を隠しながら現在に至る。
ハピネスチャージプリキュアが「イノセントフォーム」に覚醒しても圧倒されるほど高い戦闘能力をもち、彼女たちの必殺技である「プリキュア・イノセント・プリフィケーション」を無効化できるほか、「エターナルゲージ」という能力で人々やプリキュアを封印することもできる。また、他人を超人的な悪人へと変貌させる能力を持ち合わせ、赤いクリスタルの形をした「憎しみの結晶」を相手に植えつけることで洗脳し、その洗脳した者を自分の配下として操ることができる。
第43話にて、プリキュアの活躍によってクイーンミラージュが浄化されたうえ、表の姿であるディープミラーが消滅したことを受け、自ら本格的に動き出す決意を固める。
第44話にて、キュアラブリーをクイーンミラージュの代わりにしようと企むが、誠司の奮闘によって失敗に終わる。しかし、続く第45話からはその誠司に接近し、彼に憎しみの結晶を植えつけた上で支配下に置き、彼とプリキュアを敵対させることで、彼らに愛が無力であることを見せつけようと目論む。続く第48話では、惑星レッドを召喚して地球に衝突させようと試みるも、誠司がプリキュアに浄化されたことを受けて彼女たちとの決戦を決意する。
第49話にて、キュアラブリー以外のプリキュアを戦闘不能にして窮地に追い込むが、なおも愛を信じることを諦めないキュアラブリーが「フォーエバーラブリー」に進化したことで彼女との一騎討ちとなり、彼女に「愛は無力である」という主張をぶつけるが、最終的にはフォーエバーラブリーからの「愛は消えない」「幸福になることを諦めないで」という癒しの言葉を受けて動揺するようになり、彼女の浄化技である「プリキュア・フォーエバーハピネスシャワー」を受けて憎しみの心を浄化される。
その後、自身の敗北を認めた上で改心し、滅亡した惑星レッドを復興させることを決意する。そして、ブルーとミラージュととも自分の星へと帰還した。
のちの『映画 プリキュアオールスターズ みんなで歌う♪奇跡の魔法!』では、本人は登場しないものの、ソルシエールの魔法で生み出した幻が登場している。

ダーク誠司（ダークせいじ）
声 - 金本涼輔
第45話から登場したレッドの新しい配下。その正体は、レッドに洗脳された「相楽誠司」。基本的に相手と会話をすることはない。
全身を赤い拘束帯で巻きつけた肩パッドつきの黒いコートを身に纏い、拘束帯の中心である胸部には「憎しみの結晶」をつけている。
レッドによって憎しみの感情を植えつけられており、特にキュアラブリー個人に対して激しい憎悪をもち、キュアラブリーの愛を消すことに執着している。そのため、プリキュアからの必死の訴えにも一切受けつけない冷徹な人物へと変貌している。
戦闘能力は高く、「イノセントフォーム」になったキュアラブリーたちと互角に戦えるほか、赤い光弾を連射する能力を持つ。また、巨大な球体型の破壊エネルギーを生みだすこともできる。
第46話にて上記の強さでキュアラブリーたちを打ち破り、その後はレッドと同行して惑星「レッド」に移り、続く第47話ではキュアプリンセス、キュアハニー、キュアフォーチュンに説得をされながらの交戦になるも、自身の憎しみの力でそれらを跳ね除ける。しかし、最終的にはキュアラブリーとともに肉体言語をしながら本気で殴りあい、キュアラブリーからの「これからも誠司といっしょに生きたい」という感謝の願いを告げられたことで正気を取り戻し、プリキュアたちの浄化技である「プリキュア・イノセントプリフィケーション」を受けてレッドの洗脳から解放された。
洗脳される以前や人間としての経緯は、相楽誠司へ。

#### 上層部
クイーンミラージュ
声 - 國府田マリ子
幻影帝国の女王として君臨する少女。薄い金色のボブショートヘアと赤色の瞳が特徴で、頬には涙の模様がある。「不幸の女王」という肩書をもつ。一人称は「わたし」。
黒と白を基調としたゴシックロリータ風の服装を着用し、頭部には黒色のリボンをつけ、背中には羽のようなものを生やし、手には黒色の長手袋をはめ、足には黒色のロングブーツを履いている。また、王笏を携帯している。
自分の望み通りになる不幸の世界を創造しようと目論み、不幸こそが世界の真理として疑わず、愛、勇気、優しさ、幸せなどを「幻」と全否定しており、自身が幸福になることさえ望んでいない。また、プリキュアが放つ「愛のエナジー」を不快に感じており、ブルーに愛情を注ぐキュアラブリーに対しては特に激しい憎悪の感情を抱いている。
本拠地内では自由気ままに暮らしており、執事やメイドに自身の世話をさせているが、組織の長として公平な一面もあり、独断行動をするファントムを叱責したり、オレスキーたちの役割を奪わないなど、部下に対してはある程度の温情がある。
強力な不幸の力を有しており、クレーターができるほどの強大な黒いエネルギー弾を放つほか、相手を洗脳して従者にする能力を持つ。
その正体は、ブルーのパートナーである「キュアミラージュ」であったが、約300年前にブルーに恋心を拒絶されたことで深く悲しみに暮れた末に、ディープミラーに誘惑されたことで現在の「クイーンミラージュ」へと変貌した経緯をもつ。
クイーンミラージュとして変貌して以降、表向きではブルーを憎悪しているかのように振舞っているが、内心では彼に対して未練が残っており、ブルーを失うこと自体は避ける傾向にある。しかし、第29話および第38話でのディープミラーの洗脳を受けたことで憎悪の感情が増幅し、その影響でブルーの始末をも望むようになる。
第43話にて、幻影帝国へと攻めこんできたキュアラブリーと激闘を繰り広げ、その強大な憎悪の力で彼女を圧倒する。それでも、愛の力を信じ続けるキュアラブリーに対して自身の前述の経緯を暴露するが、キュアラブリーからは「ブルーへの愛は消えていない」という本心を指摘されたことで動揺するようになる。しかし、その隙を突いたディープミラーによって憎悪の感情を強制的に強化され、理性を失った状態ですべてを焼き尽くそうと暴走するが、最終的にはプリキュアたちの浄化技である「プリキュア・イノセントプリフィケーション」を受けて心を浄化され、元の人間の姿に戻った。
モチーフは、「きゃりーぱみゅぱみゅ」の「つけまつける」のPV から。
戦闘形態
第43話でみせた戦闘形態。髪型やスカートは鋭角に変化し、背中には黒い4枚羽を生やしている。
この形態になっている間は、空間が夕暮れのような赤い世界になり、床にはクイーンミラージュが流した涙が湖になっている。
素早い戦闘能力に特化しており、分身を生み出したり、手からは赤い光線を放つこともできるほか、黒い傘を生み出したり、黒い船で移動することもある。
性格も凶暴に変貌しており、キュアラブリーを拘束したまま徹底的に痛めつけようとする残酷さをもつ。
暴走形態
ディープミラーの力によって得た姿。髪型や衣装はボロボロになり、身体は炎に包まれた状態になる。
強力な憎悪の感情を注ぎ込まれており、理性も完全に失っているため、自分自身の命を捨ててでも世界の全てを滅ぼすまで暴走し続ける。また、イノセントフォームのキュアラブリーとも対等以上の戦闘力をもち、ブルースカイ王国をはじめ全世界を一瞬のうちに燃やすことができる。
ミラージュ / キュアミラージュ
声 - 國府田マリ子
クイーンミラージュの本来の姿であり、約300年前に「ぴかり神社」の巫女をしていた少女。黒色の髪で藍色の瞳をしている。一人称は「わたし」。
当時は白色を基調とした巫女の服装を着用していたが、現在はピンク色のワンピースに紫色のレギンスを着用し、素足に靴を履いている。
温厚かつ優しい性格であり、クイーンミラージュとは対照的にかわいらしい声をしている。
約300年前から「キュアミラージュ」として活動し、ブルーとともに巨大な闇の巨人と闘い、「シャイニングメイクドレッサー」でその闇を封印していた。また、元々ブルーとは恋人の関係にあり、ブルーに一途な恋心を寄せていたが、神の立場を理由にブルーからその恋心を拒否されたことで失恋した経緯をもつ。
第43話にて、クイーンミラージュとしての姿が浄化されたことで本来の姿に戻り、ブルーから真の愛の告白をうけて涙を流し、キュアラブリーに感謝の言葉を述べて改心する。また、本来の姿に戻ったあとはファンファンとともに「ぴかりが丘」に移住し、相手からは主に「ミラージュ」と呼ばれるようになる。
レッドに洗脳された経験から、レッドの気配を感じ取ることができる。
第48話にて、惑星レッドが地球に向かっていることをうけてキュアミラージュに変身し、「アロ～ハプリキュア」やキュアテンダーと共にサイアークと戦闘するほか、レッドと激闘しているキュアラブリーに世界中の人々と共に祈りを送り、「フォーエバーラブリー」への変身能力を与えた。
最終話にて、ブルーがレッドとともに惑星レッドの復興を決意したため、自分もブルーたちと同行することを決め、ファンファンやプリキュアたちと別れの言葉を交わし、ブルーやレッドと共に惑星レッドへと旅立った。

ディープミラー
声 - 井上和彦
クイーンミラージュの側近を務めている「黒い鏡の精」。鏡に赤い眼と口が描かれているような姿が特徴。一人称は「わたし」。
表向きは礼儀正しい人物として振舞っているが、冷酷非情な本性も見え隠れしており、クイーンミラージュに任務を果たせない幹部を処分するよう助言したり、相手の負の感情を利用する作戦を立案するなど、冷徹な策士としての一面も見せている。
組織内では幹部たちの上司のような地位におり、幹部に対して情報や助言を与える役割を担うため、幹部たちも基本的にはディープミラーの意思に従って行動する。
戦闘能力は不明だが、相手の負の感情を増幅させて洗脳する能力をもつ。また、瞬間移動をすることができる。
その正体は、憎しみの神と呼ばれている「レッド」が正体を隠すための仮の姿であり、自身の鏡の奥には本体であるレッドのシルエットが常に映っている。
第29話より、プリキュアたちが「アクシア」の力を解放しようとしていることを恐れて行動を本格化し、クイーンミラージュへの洗脳も強める。
第43話にて、「イノセントフォーム」へと変身したキュアラブリーの力で消滅するが、残った力でクイーンミラージュを凶暴化させるも、それすらも失敗に終わったことに憤慨したまま、「ディープミラー」としての姿は完全消滅した。

#### 戦士
三幹部や外国の幹部たちのように通常の侵略活動は行わないが、クイーンミラージュが対プリキュアの切り札として送りこむ戦士たち。
ファントム
声 - 野島裕史
幻影帝国の戦士を務めている美形の男。赤色の髪が特徴。「プリキュアハンター」という筋書きをもつ。一人称は「オレ」。
白色のコートを着用し、腰にはカットラスを帯剣しているほか、左腕には大きなヴァンブレイスを装備している。
常に冷静沈着な人物として振る舞い、クイーンミラージュから与えられた任務も完璧に果たすため、同僚の幹部たちに嫉妬されては嫌われている立場にある。しかし、想定外の事態が発生すると冷静さを失う傾向にある。
世界中のプリキュアを狙う狩人として行動しており、プリキュアたちを「エターナルゲージ」という特殊な能力で鏡の中に封印し、彼女たちを「プリキュア墓場」と称している異空間に収めているほか、「幻影をあやつる戦士」と称して他人の影を纏って変身する能力をもつ。
その正体は、キュアミラージュの妖精「ファンファン」であったが、不幸に堕ちたミラージュの笑顔を取り戻すという願いが暴走して現在の「ファントム」の姿に変貌し、ミラージュのためなら悪事も辞さないようになった。そのため、クイーンミラージュに対しては非常に強固な忠誠心を寄せており、当の彼女からも絶大な信頼を得ているが、ミラージュを不幸にさせた元凶はブルーと断定し、彼に対しては激しい憎悪の感情を見せている。
キュアフォーチュンを圧倒する高い戦闘能力をほこり、抜剣した場合は「プリキュア・ピンキーラブシュート」及び「プリキュア・スターダストシュート」を同時に掻き消すほどの攻撃力がある。また、基本的にはサイアークを使役しないが、カットラスから発生させた衝撃波を人々に浴びせることにより、一度に大量のサイアークを生み出すことができる。
第22話および第23話では「ハピネスチャージプリキュア」を倒そうと独断行動を開始し、キュアフォーチュンの変身能力を破壊することに成功するが、結果的には立ち直ったいおながキュアフォーチュンに再覚醒したことで逆転されて失敗に終わる。これらの不始末を晒したことで、クイーンミラージュからしばらくの間謹慎するよう命じられる。
第30話にて、クイーンミラージュからブルーを討伐するよう直々に命令され、後述の「アンラブリー」となってキュアラブリーを追いつめるが、仲間に激励されて立ち直ったキュアラブリーに逆転され、プリキュアたちの「プリキュア・ハピネスビッグバーン」をうけて敗北する。また、続く第31話ではゆうこによって看病されたことで、彼女に対しては感謝の意を示している。
第40話および第41話にて、これ以上戦ってもクイーンミラージュを傷つけるだけと危惧するようになるが、ディープミラーに唆されたことでキュアハニーの前に立ちはだかる。その後、キュアハニーに自分の本心を指摘されたことで気持ちがゆらぐも、ディープミラーの洗脳によって凶暴化して暴走するが、最終的にはプリキュアたちの「プリキュア・イノセントプリフィケーション」で浄化され、元のファンファンへと戻った。
装備品のモチーフは、『モンスターハンター』の片手剣と軽盾装備から。
アンラブリー
声 - 中島愛
第30話にて登場。クイーンミラージュに強化されたファントムが、キュアラブリーの影を纏った姿。一人称は「わたし」。
外見はキュアラブリーに酷似しているが、黒を基調に赤いラインの服装が特徴で、袖なしのロングコートの中にミニスカートを身につけ、長い手袋とロングブーツを履いている。
「愛乃めぐみ」の人格から記憶まで全てをコピーした存在で、めぐみのコンプレックスを知り尽くしており、めぐみの過去や想いを嘲笑い、「だれの役にも立てない弱い子」と罵る精神攻撃を展開する。
戦闘能力が非常に高く、電柱を腕につけて相手を殴りつけたり、服を掴んで投げつけるという荒々しさが特徴で、キュアラブリーの腹部を殴るなど肉体的にも追いつめることができる。
ファンファン
声 - 野島裕史
ミラージュのパートナー妖精にして、ファントムの真の姿と名称。一人称は「オレ」。
シルクハットを被っており、灰色のつなぎを着ている。それ以外の外見はリボンやぐらさんとほぼ同じ。背中の羽は黒色。
第41話にて後述のファントムから元の姿へと戻り、ミラージュを助けるために「ハピネスチャージプリキュア」と同行する。そして、第44話で巫女に戻ったミラージュに愛情いっぱいに抱きしめられ、彼女と真の再会を果たす。その後、ミラージュとともに「ぴかりが丘」に住むようになる。
最終回にて、レッドとブルーに同行するミラージュに涙をこらえながら別れを告げ地球に残り、ゆうことともに暮らすようになった。同時に人間の姿（ファントムの容姿）のまま大森家で料理の修行に励んでいるようすが描写されていた。

キュアテンダー（悪）
声 - 小林沙苗
クイーンミラージュの新たな配下である悪のプリキュア。紫色のロングヘアをした少女で、赤色の瞳が特徴。一人称は「わたし」。
黒を基調としたプリキュアの衣装を着用し、背中には紫色の蝶のような羽をつけ、足には黒色のロングブーツを履いているほか、頭部には黒色の布を飾っている。
その正体は、いおなの姉である「氷川まりあ」であり、長らくファントムに封印されていたが、クイーンミラージュの洗脳によって幻影帝国の一員となった。なお、主のクイーンミラージュからは「奥の手」と評されている。
クイーンミラージュに洗脳されて冷徹かつ好戦的な人物へと変貌し、妹であっても容赦なく攻撃してくるほか、「幸せは一瞬、愛は幻」という思想にも取りつかれている。また、前述の経緯のため、過去の記憶が改ざん・抹消されており、いおなのことを妹だとは認識していないが、まりあとしての人格は少なからず残っており、プリキュアの呼びかけで記憶を思いだすこともある。
クイーンミラージュの命令には忠実に従うが、それ以外の存在には興味をもつことはなく、クイーンミラージュの配下であるオレスキーを邪魔者扱いするなど他人との協調性は一切もち合わせていない。
ファントムから評されていただけに戦闘能力は高く、「ハピネスチャージプリキュア」を苦戦させるだけでなく、プリキュアたちの「プリキュア・ハピネスビッグバーン」を消滅させることもできる。また、さまざまな能力があり、手からは暗黒色の光線を放ち、蝶形の強力な破壊光線も出せるほか、剣で攻撃することもあり、空を暗雲で覆う能力をもつ。
第37話から登場し、三幹部に痺れを切らしたクイーンミラージュからの要請でプリキュアたちの前に出現し、妹のいおなと敵として再会することになる。続く第38話では、キュアラブリーたちを圧倒して優位に立つが、キュアフォーチュンなどの説得を受けて記憶が一時蘇るも、クイーンミラージュにより憎悪の感情を増幅された状態で暴走する。しかし、最終的にはプリキュアたちの浄化技である「プリキュア・イノセントプリフィケーション」を受けてクイーンミラージュの洗脳状態から解放され、本来の姿に戻った。
洗脳される以前や人間としての経緯は、氷川まりあ / キュアテンダーへ。

#### 三幹部
いずれも 日本・ぴかりが丘を担当している3人の幹部で、オレスキーはこのチームを「オレスキートリオ」と独断で名づけている。彼らの正体は何かしらの不幸を抱いていた人間であり、人間だったころの記憶も受け継いでいる。
下記の3人が協力してサイアークを召喚すると、いちどに大量の個体を生みだせることが可能になり、サイアークのマフラーとベルトは迷彩色になる。
第40話にて、たび重なる任務の失敗によりクイーンミラージュから最後通告され、はじめてぴかりが丘に総攻撃をしかけたが、パワーアップを果たしているプリキュアたちに圧倒される。続く第42話では、最終決戦に挑むことを決意する。
ナマケルダ
声 - 金尾哲夫
幻影帝国の幹部を務めている長身痩躯の男。片目を隠した薄い緑色の長髪が特徴。「怠け者の男爵」という肩書きをもつ。一人称は「わたし」で、口癖は「ですぞ」または「ですな」。
2本の触角の生えたシルクハットをかぶり、緑色のフロックコートを着用ているほか、杖を携帯している。
表向きは敬語で接する紳士的な人物として振る舞っているが、愛情、友情、努力などを徹底して嫌う本性を隠しもち、人々の努力を邪魔しては嘲笑う冷徹な一面をもつ。ただし、稀に公平な一面も見せることがある。
恋愛感情に対しては悪態をつきつつもある程度の理解を示しており、結婚に関連する知識にも長けているほか、恋愛に悩む人間に対しては助言をすることもあるが、本質的には恋愛をする人間を蔑視しており、永遠に続く恋愛は存在しないという信条をもつ。
1人で怠けることを愉しみとし、任務や仲間を面倒に感じているほか、私生活ではカビが生えた暗くてジメジメした場所を好んで寝そべっている。
面倒なことが嫌いという理由で、戦闘はチョイアークなどに任せているが、杖を使って攻撃することもある。
第42話にてキュアプリンセスとの最終決戦に挑み、後述にある自分の経緯を暴露したが、キュアプリンセスからは「いつか信じあえる人に出会える」と癒され、他人と向きあわない自分自身の弱さを悟り、最期はキュアプリンセスの「プリンセス・ウィンディーウインク」で浄化された。
モチーフは、『アリとキリギリス』の「キリギリス」から。
生瀬（なませ）
声 - 金尾哲夫
ナマケルダの正体である人物。濃い緑色のロングヘアが特徴。口調などはナマケルダと変わりはない。
会社に勤めているサラリーマンであるが、恋愛関連で人間の妬み、やっかみ、憎しみを散々みてきたことで愛情そのものを不快に感じるようになり、ついには世界自体に嫌気をさすようになった経緯をもつ。
学生時代の文化祭にて、ヴィジュアル系のバンドをしていた過去がある。
最終回である第49話にて人間の姿に戻り、通勤途中に増子美代にインタビューされて困惑しながら逃走していた。この姿をめぐみたちに見られており、その際ひめからは安堵されていた。

ホッシーワ
声 - 岡村明美
幻影帝国の幹部を務めている小柄な女。水色の縦ロールヘアが特徴。「強欲の貴婦人」という肩書きをもつ。一人称は「わたくし」。
リンゴのワッペンが付いた大きなベレー帽をかぶり、桃色のゴシックロリータのドレスを着用し、タイツとハイヒールを履いているほか、日傘を携帯している。
非常に高飛車かつ強欲な性格で、甘い菓子への独占欲が強く、他人の物を欲しがったりする。また、損得感情を優先に考えて行動し、人助けなどを損と切り捨てたり、他人の不幸を眺めるのを至福としているほか、自分がしあわせになること自体にも興味を示さない。
情や恋愛に奮闘している人間を徹底して見下す傾向にあり、「結婚したらひとり占めできなくなる」という理由で恋愛や結婚には興味がない。また、「人の不幸は蜜の味」を口癖として用いている。
ナマケルダとは管轄を巡って争うことがあり、強引に指示してくるオレスキーには「暑苦しい」「めんどうくさ男」と酷評し、ファントムに対しては「食えない男」として嫌っている。
瞬時に変身する能力を持ち、一般人姿、アイドル姿、水着姿に変装することができるほか、歌声には自信を持っているが、その実力はかなり低い。また、野蛮な行為が嫌いという理由で、戦闘はチョイアークなどに任せているが、日傘を使って攻撃したり、キャンディ形の爆弾を使用することもある。
第42話にてキュアハニーとの最終決戦に挑み、菓子への独占欲を見せつけるが、キュアハニーからは「栄養のバランスを考えてほしい」「大切な人と好きなものを食べられるときがくる」と癒され、「ひとりで食べてもつまらなかった」という本心を見せるようになり、最期はキュアハニーの「プリキュア・ハニーテンプテーション」で浄化された。
モチーフは、「マリー・アントワネット」のほか、「20代半ばの結婚できないOL」「オシャレに気合いをいれる人」から。
星 和歌子（ほし わかこ）
声 - 岡村明美
ホッシーワの正体である人物。ピンク色のナプキンとエプロンを着用している。なお、このナプキンにはリンゴのポイントがある。
子供を扱う保育士であるが、自分の痛みや不幸を他人に共有されなかった過去があり、他人を不幸にすることに執着するようになった経緯をもつ。
最終回の第49話にて人間の姿に戻り、園児たちからハニーキャンディをもらってよろこんでいた。

オレスキー
声 - 子安武人
幻影帝国の幹部を務めている屈強な体格の巨漢。銀色のオールバックヘアが特徴。組織内では将軍の地位に就き、「荒廃の将軍」という肩書きをもつ。一人称は「オレさま」。
黄色の制帽や軍服を着用しており、胸部には手製の「オレスキー勲章」をつけ、手には黒色の手袋をはめ、足には黒色の長靴を履いているほか、特訓の際には黒色のタンクトップ姿になる。
基本的に硬派な人物として振る舞っているが、自惚れることも多々あるなど、非常に自信家かつナルシストな一面をもつ。また、年会費800円のファンクラブが存在する。
自分の地位を脅かす存在は排除するという主義であり、やる気に満ちあふれる人間を徹底して危惧するほか、仲間と群れる人間を弱者と見なし、同僚に対しても出世の道具としか見なしていないが、自分がリーダーと称して同僚を巻き込むことも多々ある。
キュアフォーチュンと互角の戦闘能力があり、知略的な作戦も得意としているほか、手から赤い破壊弾を出すことができる。
めぐみとは誕生日が同じであり、第36話では自身の誕生日を祝ってもらえなかったことが切っ掛けでめぐみの誕生パーティーを襲撃した。
第8話から「ぴかりが丘」の担当になるが、小さな町に配属されたことを不服に感じていた。また、その日に初出撃した際は、チョイアークが担ぐ神輿に乗って登場した。
第42話にてキュアフォーチュンとの最終決戦に挑み、自分が頂点になって世界を支配するという目的を明かしたが、キュアフォーチュンからは「仲間がいなければ意味がない」と指摘されたほか、「尊敬に値するほど強かった」とも癒されたことで、勲章だけが強さの証ではないことを認め、最期はキュアフォーチュンの「プリキュア・エメラルドイリュージョン」で浄化された。
モチーフは、『機動戦士ガンダム』の「ランバ・ラル」から。
オレスキーの素となった警官
声 - 子安武人
オレスキーの正体である人物。茶色い髪で、一人称は「本官」。また、他の幹部のように洗脳前の名前は明かされていない。
警察官であるが、頂点から脱落したために相手にされなくなって裏切られ、それゆえに地位や名誉に執着するようになり、世界自体を「最悪」「救う価値がない」と忌み嫌うようになった経緯をもつ。
最終回の第49話にて元の姿に戻り、上り坂で三ツ谷の荷物を運んでいた。

#### 外国の幹部
下記のほかにもゴミを広める幹部、炎を広める幹部、ガスを広める幹部が存在するが、この3人は劇中に登場しておらず、第2話のブルーの説明にて能力のみ明かされた。いずれも第45話で「幹部は全員浄化されて元に戻った」の台詞でしか末路は明かされなかった。
マダムモメール
声 - 浜田賢二
幻影帝国の幹部を務めている細身の体格のおかま。紫色の髪と青ヒゲが特徴で、口紅をつけている。一人称は「あたし」で、「モメモメ～」が口癖。
薄紫色の薄手のシャツを着ており、白色のズボンとヒールを履いている。また、イヤリングやネックレスをつけている。
 アメリカ合衆国・ハワイの侵略を担当しており、召喚するサイアークは「アロ～ハプリキュア」に連戦連勝するほどの戦闘能力をもつため、ハワイの大半を侵略ずみであった。
ふざけた風貌や言動とは裏腹に、冷酷な性格で足手まといな存在は切り捨てる考えの持ち主でもある。また、ケンカだらけの世の中にし、人間が憎みあう冷たい世界を理想としているほか、モメごとの香りを好む。なお、キュアハニーからは「多くのものを凍らせるうちに、自分の心も凍らせてしまった」と評されており、それを聞いた途端に激怒している。
第28話で初登場し、アロ～ハプリキュアの活躍でハワイを奪還されたことを受けて改めて宣戦布告するが、その後の動向は不明。

#### 怪物
サイアーク
声 - 増元拓也
幻影帝国のメンバーが使役する怪物で、基本的に幹部の命令により行動する。基本的に「サイアーク!」と発している。
機械のような手足で、赤色のサングラスとマフラーを装着している。使役する幹部によってマフラーとベルトの色が異なる。
幹部が人間を睨みつけることにより鏡の中に閉じ込め、幹部の掛け声で誕生する。鏡に閉じ込めた人間の数と同じだけ誕生させることが可能。ただし、サイアークにならない人間もいる。鏡の中に封印された人物は、両手を胸の前で交差させたポーズをとっている（後述の「エターナルゲージ」で封印された時もほぼ同じ）。
プリキュアたちに浄化されると「ゴクラ～ク」という言葉と共に消滅する。たおされると同時に、鏡に閉じ込められた人も解放される。
同じ人物が別の機会に素体化され、別のサイアークを生み出すケースが多く見られる。
モチーフは、『ONE PIECE FILM Z』の「ゼット」。 
ナマケルダのサイアーク
マフラーとベルトは緑色■。ナマケルダの「鏡に映る未来を最悪にしろ！」「こいこい、サイアーク！」という呼びかけで誕生する。
周囲をカビだらけにする能力をもつ。また、キュアハニーの歌攻撃は効かない。
ホッシーワのサイアーク
マフラーとベルトは桃色■。ホッシーワの「鏡に映る未来を最悪に変えちゃって～！」「いらっしゃ～い、サイアーク」という呼びかけで誕生する。
周囲の物や人の不幸を菓子にする能力をもつ。第23話ではキュアフォーチュンを翻弄するほど素早い小型サイアーク、第35話ではキュアラブリーとキュアフォーチュンの技を音波で無効化する鳥型サイアークが登場した。
召喚描写は無いが、第8話と第16話ではサボテン型サイアークがボンバーガールズプリキュアを襲撃し、第39話では大量のサイアークがキュアテンダーに浄化されている。
オレスキーのサイアーク
マフラーとベルトは黄色■。オレスキーの「鏡に映る未来を最悪に変えろ！」「カモン、サイアーク！」という呼びかけで誕生する。
周囲を廃墟に変える能力をもつ。第37話では、オレスキーのサイアークを浄化した直後にキュアテンダー（悪）が現われていた影響で、キュアラブリーたちは同話分の「プリカード」を入手できず、第44話以降に登場するレッドのサイアーク以外では唯一の事例となった。
マダムモメールのサイアーク
マフラーとベルトは紫色■で、周囲を氷の世界に変える能力をもつ。
ファントムのサイアーク
マフラーとベルトは白色■。マントを身につけ、頭部には角を生やし、サングラスは翼のような形になっている。ファントムの「鏡に映る未来を最悪で満たせ！」という呼びかけで、一度で大量に誕生する。
戦闘能力は高く、周囲を紫色の水晶に変える能力をもつ。また、ブルースカイ王国を侵略した際にも使役されている。
クイーンミラージュのサイアーク
マフラーとベルトは青色■で、大半の個体は鎧を身にまとい剣と盾を装備している。クイーンミラージュの「鏡に映る未来を最悪に変えよ！」「いでよ、サイアーク！」というの呼びかけで、一度で大量に誕生する。
戦闘能力は高く、空を暗雲で覆う能力をもつ。また、幻影帝国の本部となったブルースカイ王国にも、たくさんの個体が警備をしている。
レッドのサイアーク
第44話より登場。通称は「赤いサイアーク」。マフラーとベルトは赤色■。赤色の肥満体格が特徴で、ほとんどの個体はサングラスが尖っている。
通常のサイアークとは比較にならないほど戦闘能力が高く、幻影帝国浄化後の強化された「世界のプリキュア」やキュアラブリーたちの「イノセントフォーム」状態でなければ太刀打ちできない。また、赤い特殊な空間を生み出す能力をもつ。
素体となる人間がいない特殊なサイアークであり、浄化してもプリキュア側は「プリカード」を入手することができない。
普段はレッドが支配する惑星の「レッド」に寄生しており、必要になるとレッドに召喚される。第46話では、惑星レッドとともに地球へと召喚され、地球を破壊と絶望で埋めつくそうとする。第49話にて、「プリキュア・フォーエバーハピネスシャワー」でレッドと共に浄化された。

#### 戦闘員
チョイアーク
幻影帝国の戦闘員で、幹部やサイアークの命令で動く。基本的に「チョイー！」と発するが、稀に会話をすこともある。
黒タイツ姿で、赤色のサングラスを装着している。体格は個体によって異なる。
手から電撃を発することが可能のほか、無数の個体による人海戦術が得意。ただし、武術の心得がある誠司との肉弾戦では倒されるなど個々の戦闘能力は高くない。
一部の技を受けると、体が白くなる。
モチーフは『仮面ライダー』の「ショッカー」のほか、『ONE PIECE FILM Z』の「ゼット」。

### 外国のプリキュア・妖精
世界の各大陸で活躍しているプリキュアチーム。一部を除いて、変身前の姿などは作中では未登場。
コスチュームのデザインは各チームで異なっているが、紺色のベストとハート形のブローチ、「ラブプリブレス」を身につけている点は「ハピネスチャージプリキュア」と共通になっている。
世界中の子供に応援されており、作中では様々な分野でグッズ化もされている。
多くのプリキュアがファントムに敗北し、長らく「プリキュア墓場」に捕らわれていたが、第43話にてクイーンミラージュが浄化されたことによって全員解放されてプリキュアとして復帰し、第46話では「ハピネスチャージプリキュア」の援護のために日本で合流した。その際は大幅にパワーアップしており、赤いサイアーク相手でも優位に戦っていた。最終回にてレッドとの戦いの決着が着いた後の彼女達の動向は語られていない。
基本的にキャラクターデザインはメインキャラクター同様に佐藤雅将によるものだが、ボンバーガールズプリキュア・ワンダフルネットプリキュア・メルシィプリキュア（キュアアール）の3チームは大田和寛がデザインしている。

#### アロ〜ハプリキュア
アメリカ合衆国・ハワイで活躍する、双子の姉妹によるプリキュアチーム。
チームでの名のり口上は、「南国に輝くふたつの光、アロ〜ハプリキュア!」。
幻影帝国のマダムモメールに連敗しており、そのことが原因でケンカをしていたが、ゆうこのおかげで和解し、「ハピネスチャージプリキュア」とともに総勢6人でチョイアークやサイアークと戦って勝利し、温暖なハワイを取り戻した。
変身にはオハナ、オリナとも「プリチェンミラー」を使用している。決め技は「ハワイアンリノアフア」。
第46話ではキュアテンダーとともに再登場し、「ハピネスチャージプリキュア」を援護。第47話から第49話ではキュアテンダー、キュアミラージュとともに「ぴかりが丘」の防衛を担当した。
オハナ / キュアサンセット
声 - 吉田仁美
オリナの姉。色黒の肌をしており、長い黒髪と赤色の瞳が特徴。半袖のTシャツと短パンを着ている。
気が強く、後先考えず行動する性格。
オリナを「いつもウジウジ考えて、足を引っ張る」と酷評しているが、自分を支えてくれる存在と認識している。
「みんなが自然と笑顔になれる、太陽が好き」という理由で、ハワイを元に戻すことを目指している。
プリキュアに変身すると橙色のロングヘアに変わり、長いスカートとヒールを履く。肩部分は露出させている。
変身後の名乗り口上は、「紅い夕日は明日への誓い、キュアサンセット!」。
オリナ / キュアウェーブ
声 - 仲谷明香
オハナの妹。色黒の肌をしており、短い黒髪と青色の瞳が特徴。長いスカートを履いている。
気が弱く、よく考えて実行する性格。
オハナを「いつも考えなしに動くし、ワガママで単純」と反発しているが、本当は「大好き」としている。
「キラキラ輝く、優しいハワイの海に戻したい」という志をもっている。
プリキュアに変身すると水色のトグロ巻きの髪型に変化し、短いスカートとヒールを履く。肩部分は露出させている。また、彼女だけラブプリブレスが右腕についている。
変身後の名乗り口上は、「寄せては返す悠久の調べ、キュアウェーブ!」。
アロアロ
声 - 深川芹亜
ハワイに住む妖精で、「アロ〜ハプリキュア」のパートナー。語尾は「ロロ」。
外見は山吹色で、羽根はリボンと同じ赤色をしている。また、左耳にハイビスカス風の髪飾りをしている。
アロ〜ハプリキュアがピンチであると、ブルースカイ王国大使館に応援を求めにやってくる。

#### ボンバーガールズプリキュア
アメリカ合衆国・テキサス で活躍する、3人組のプリキュアチーム。西部劇をモチーフとしたチームで、衣裳には保安官風かつカウガールのフリンジがあしらわれている。
下記3人のプリキュアは、小堀幸、國府田マリ子、岡村明美が声優を担当しているが、それぞれの名前は明確されていない。
赤髪のプリキュア
ツインテールの髪が特徴の少女。色白の肌で、そばかすがある。瞳は水色。
テンガロンハットを被り、青色のスカーフと長手袋を身に纏っている。また、星の飾りをいくつかつけている。
金髪のプリキュア
小さな帽子を髪飾りにしており、ポニーテールの髪が特徴の少女。瞳は橙色。
メンバーでは唯一、カウボーイブーツやストッキングを履き、ベルトをつけている。
銀髪のプリキュア
ウォーボンネットの髪飾りをつけた長髪の少女。色黒の肌で、瞳は黄緑色。
メンバーの中では、比較的にインディアン風。

#### ワンダフルネットプリキュア
インド・ムンバイ で活躍する、2人組のプリキュアチーム。両者とも眼鏡をかけており、ハイヒールを履いているが、名前は明確されていない。
必殺技は、11個の電卓を連打することで飛びだす光の数字をぶつける「オプティカルウェーブ」。
橙髪のプリキュア
声 - 不明
短髪の少女で、額にはビンディをつけている。
スカートは橙色で短く、頭部には黄色のベールを飾っている。
緑髪のプリキュア
声 - 不明
長髪の少女。スカートは白色で長く、サリーを基調としたコスチュームが特徴。

#### その他のプリキュアチーム
メルシィプリキュア
 フランス・パリで活躍するプリキュアチームだが、判明しているメンバーは以下の1人のみ。
キュアアール
声 - 矢野亜沙美
大きい縦ロール型の薄い金髪をした少女。瞳は赤色。
スカート部分にフリルを追加しており、頭部には桃色の羽の髪飾りをつけている。また、画筆型の杖を携帯している。
第28話ではピンチをキュアハニーに助けられており、プリキュアウィークリーで放送されていた。また、この回のEDでプリキュア名称と担当声優が明らかになった。
マタドールプリキュア
 スペイン・マドリードで活躍するプリキュアチーム。リボン曰く、「かなりの実力者」とされている。
唯一判明しているメンバーは赤色の髪と橙色の瞳が特徴の少女で、頭部に紫色のバラを飾り、肩パッドのついたベストと紫色のスカーフとスカートを身につけている。また、赤い布を携帯している。
第16話にてファントムに敗北して鏡に封印されるが、第43話にてクイーンミラージュ浄化により解放され復活した。

#### チーム名が不明のプリキュア
キュアナイル
声 - 不明
 エジプト・カイロ（サハラ砂漠）のプリキュアで、ひとりで行動している。水色の長髪と瞳が特徴。
ベリーダンスを彷彿させるアラブ風のコスチュームを着用しており、頭部にはサークレットとベールを飾っている。
第13話でファントムに敗北して鏡に封印されるが、第43話にてクイーンミラージュ浄化により解放され復活した。
キュアコンチネンタル
声 - 不明
 イギリス・ロンドンのプリキュアで、ひとりで活動している。薄い金色の長髪をしており、瞳は青色。「イギリス最強のプリキュア」とされている。
頭部にはリボン（変身中は桃色だが、変身後は青色）をつけている。青色と白色を基調としたメイド風のコスチュームを着用。
第14話でファントムに敗北して鏡に封印されるが、第43話にてクイーンミラージュ浄化により解放され復活した。第48話以降はキュアアールと共闘する。
キュアカチューシャ
 ロシア・モスクワのプリキュアで、ひとりで活動している。大人びた雰囲気の少女。橙色の髪を後ろで束ねており、瞳は紫色。
白色のリボンで髪を束ねている。第46話では「ハピネスチャージプリキュア」の衣装と似たデザインの水色のミニスカートとリボンタイのコスチュームだったが、第48話では長袖で襟がストール型の服装に変更。
第14話でファントムに敗北して鏡に封印されるが、第43話にてクイーンミラージュ浄化により解放され復活した。
キュアサザンクロス
 オーストラリア・シドニーのプリキュアで、ひとりで活動している。凛とした印象の大柄な体格の少女。大きくはねた赤色の短髪が特徴で、瞳は水色。
頭部に羽の飾りをつけている。第46話では「ハピネスチャージプリキュア」の衣装と似たデザインの赤色のミニスカートとリボンタイのコスチュームだったが、第48話以降は朱色の尖った肩パットをつけている。
第14話でファントムに敗北して鏡に封印されるが、第43話にてクイーンミラージュ浄化により解放され復活した。
キュアパンタローニ、キュアゴーンナ
 イタリア・ローマのプリキュアたちで、双子。2人1組で行動している。両者とも茶髪であり、瞳は橙色。
キュアパンタローニは左側に髪を束ねており、コスチュームのミニスカートの色は黄色。第48話以降は薄い黄色のマントをつけている。
キュアゴーンナは右側に束ねており、コスチュームのミニスカートの色は灰色。第48話以降は薄い紫色のマントをつけている。
第14話にてファントムに敗北して2人まとめて1つの鏡に封印されるが、第43話にてクイーンミラージュ浄化により解放され復活した。

#### そのほかのプリキュア
これらのプリキュアは、どこの国で活躍しているかなどの具体的な言及はなされていない。
キュアシェリー
声 - 深川芹亜
第49話にて登場。橙色の髪をツインテールにした少女で、瞳は黄緑色。
コスチュームは「ハピネスチャージプリキュア」の衣装と似たデザインで、黄色いミニスカートと橙色のリボンタイになっている。
- 第14話に登場した緑髪、紫髪、桃髪の3人組の少女たち。全員ファントムに負け、鏡に封印される。
- 第16話に登場した赤髪の少女。ワンダフルネットプリキュアとともに、サイアークに捕まっているところが映っている。
- 第20話と第48話にて登場した金髪ツインテールの少女。「希望の戦士」とされている。黄緑色と白色を基調としたコスチュームを着用。ファントムに敗北して鏡に封印されたことがある。
- 第46話に登場した銀髪の少女。青緑色を基調とした肩を露出した裾の長いコスチュームを着用。

### ぴかりが丘の人々
プリキュアの存在は知っているが、誠司と美代以外の人々はプリキュアの正体や妖精の存在、ブルーが精霊である事実は最後まで知っていない。

#### 愛乃家
愛乃 勝（あいの まさる）
声 - 小川輝晃
めぐみの父親。
海外に単身赴任をしているが、第36話で愛乃家に帰ってくる。
帰ってきた翌日にめぐみの誕生日を祝っているところ、同日に誕生日であるオレスキーにサイアークにされるが、めぐみのイノセントフォーム覚醒によって元に戻った。
愛乃 かおり（あいの かおり）
声 - 堂ノ脇恭子
めぐみの母親。
生まれつき身体が弱く、常に薬を所持している。無理をすると寝込むが、心は滅法強く、いつも笑顔で、包容力と慈愛に満ち溢れている。
隣に住む相楽家とは、家族ぐるみの付き合いをしている。「おばさん」と呼ばれることを嫌っている。
第36話ではめぐみの誕生日を祝っているところ、同日に誕生日であるオレスキーにサイアークにされるが、めぐみのイノセントフォーム覚醒によって元に戻った。

#### 大森家
大森 たけお（おおもり たけお）
声 - 滝知史
第6話より登場（ようこ、あいも同様）。ゆうこの父親。第18話では神父役も務める。
『プリキュアまんがえほん』ではナマケルダにサイアークにされるが、めぐみ達、『Yes!プリキュア5（Yes!プリキュア5GoGo!）』のキュアドリーム（夢原のぞみ）と『スマイルプリキュア!』のキュアハッピー（星空みゆき）の活躍で元に戻った。
大森 ようこ（おおもり ようこ）
声 - 安達まり
ゆうこの母親。4人の中では一番背が低い。
大森 あい（おおもり あい）
声 - 矢野亜沙美
ゆうこの姉。
大森 米蔵（おおもり よねぞう）
声 - 牛山茂
第11話に登場。ゆうこの祖父。ぴかり山に住んでおり、棚田で農業を営んでいる。
同話でナマケルダによってサイアークにされるが、めぐみたちによって元に戻った。
大森 イネ（おおもり イネ）
声 - 堀越真己
第11話に登場。ゆうこの祖母。ぴかり山に住んでおり、棚田で農業を営んでいる。
髪型はゆうこそっくりである。
同話でナマケルダによってサイアークにされるが、めぐみたちによって元に戻った。

#### 氷川家
両親はアメリカに在住している。第39話以降、まりあもそこに居住を移す。
祖父（本名不明）
声 - 増元拓也
第9話に登場。まりあといおなの祖父。
氷川流空手道場の師範を務めており、孫娘たちも門下生である。

#### 相楽家
相楽 ひろ子（さがら ひろこ）
声 - 岩居由希子
第2話から登場するが、声付きで登場するのは第15話から。誠司と真央の母親でトラックの運転手。
仕事が忙しく、不在であることが多い。かおりとは親友同士であり、お互い下の名前を呼びすてで呼び合っている。
相楽 真央（さがら まお）
声 - 菅谷弥生
第1話から登場。誠司の妹で小学3年生。めぐみとは姉妹のように仲がいい。
プリキュアに憧れており、常に外では、誕生日祝いに母親からもらった麦わら帽子をかぶっている。
第1話でナマケルダにサイアークにされるが、めぐみたちの活躍で元に戻った。また、第14話では潮干狩りをしていたところ、オレスキーによって友人の卓真とえりとともに再度サイアークにされるが、めぐみたちに救われる。第37話でも再び卓真とえりとともにオレスキーにサイアークにされてしまい、またしてもめぐみたちに救われる。
「プリキュアウィークリー」のファンであり、美代のファンでもある。第16話で美代がめぐみ宅に来た際、口上と決めポーズをともに行ったほど。

#### ぴかりが丘学園
めぐみたちが通う私立中学校。制服は男子が黒の学生服、女子が襟が臙脂色のクリーム色のセーラー服に青の紐リボンをつけ、臙脂色のスカート、藍色のハイソックス。男女とも左胸にエンブレムが付いている。夏服は男子が半袖のワイシャツ、女子が冬服の半袖バージョン。靴は男子が黒、女子が茶色のローファー。学生鞄は男子がグレー、女子がピンクの手提げ鞄。

##### 教師
和泉（いずみ）
声 - 菅谷弥生
第4話から登場。眼鏡を掛け小豆色のロングヘアをしたぴかりが丘学園の女性教師。
めぐみ、ひめ、ゆうこのクラスの担任でもある。
中野（なかの）
声 - 木島隆一
第4話に登場。ぴかりが丘学園の男性教師。
生徒との接し方について悩んでおり体育倉庫で隠れていた。そして、同じく友達作りに悪戦苦闘し、ここに逃げ込んだひめと出会って、互いに悩みを告白する。
その悩みをナマケルダに漬け込まれサイアークにされるが、めぐみたちの活躍で元に戻った。そのあと、ひめから「わたし、友だち作りをがんばるから先生もがんばって」と励ましの言葉をもらい、自身も頑張ることを誓う。

##### 生徒
石神 りん（いしがみ りん）
声 - 小堀幸
第4話から登場（れい、えれな、かなも同様）。めぐみのクラスメイトの女子生徒で、めぐみには「いっしー」と呼ばれている。ゆうこより短いショートヘアをしている。
後述のれい、えれな、かなの3人と行動することが多く、この中では一番背が高い。
第8話では好きな人に告白すると告げたとき、突然オレスキーによって3人とともにサイアークにされるが、キュアフォーチュンの活躍で元に戻った。
第25話で前述の3人とかずみを加えた5人で、いおな主催の強化合宿に合流する。そこで好きな人が誠司と告白するが、ナマケルダによってふたたびサイアークにされる。結果としてハピネスチャージプリキュアの活躍で元に戻った。誠司に告白し振られるも、すぐ立ち直った。
高野 れい（たかの れい）
声 - 長谷美希
めぐみとひめのクラスメイトの女子生徒。分厚い唇が特徴のボブカットの少女。
敬語で話す礼儀正しい性格。
実家はアンティークショップ「アンティーク高野」を営んでおり、第18話では古いティアラを持ってくる。
第8話でオレスキーによってサイアークにされるが、キュアフォーチュンの活躍により元に戻った。
第37話にも登場、友人やブルー、めぐみたちとハロウィンを満喫していた。
椎名 えれな（しいな えれな）
声 - 尾崎真実
めぐみとひめのクラスメイトの女子生徒。短いツインテールをしており、4人の中で一番背が低い。
愛称は「えれにゃん」で、この愛称は一人称でも使う。
身長が低いためかひめと仲が良く、「ひめっち」と呼んでいる。
実家は雑貨店「雑貨店椎名」を営んでおり、第18話では新しいベールを持ってくる。
第8話でオレスキーによってサイアークにされるが、キュアフォーチュンの活躍により元に戻った。
第37話にも登場、友人やブルー、めぐみたちとハロウィンを満喫していた。
古田 かな（ふるた かな）
声 - 矢野亜沙美
めぐみとひめが通う中学のクラスメイト。日本人形のように前髪を切りそろえたロングヘアの少女。
第8話でオレスキーによってサイアークにされるが、キュアフォーチュンの活躍により元に戻った。
第25話では、誠司に告白するりんのサポート役を務める。
かずみ
声 - 藤村歩
めぐみのクラスメイトの女子生徒。天然パーマが特徴の少女。氷川流空手道場に通い、いおなに憧れている。
第9話では小学生のころから空手をやっているも、結果が出ず自信を失いかけていたところをオレスキーにサイアークにされるが、めぐみたちやキュアハニーの活躍で元に戻った。そのあとはいおなに励まされ、自信を取り戻した。
第18話では、めぐみたちと幸代の結婚式について話し合いに参加している。
第37話にも登場、友人やブルー、めぐみたちとハロウィンを満喫していた。
ひとみ
声 - 原優子
第10話に登場。合唱部の部長。めぐみたちの隣のクラスの女子生徒で、めぐみからは「ひとちゃん」と呼ばれる。
合唱部全員でいい合唱をしたいと思っていたが、厳しすぎるやり方を部員たち（声 - 菅谷弥生、三輪隆博）から指摘され、自信を無くす。そこをホッシーワによってサイアークにされるが、めぐみたちやキュアハニーの活躍で元に戻る。そのあとは、合唱部のメンバーに自分の気持ちを伝え和解する。
ひめ同様、当初は「しあわせごはん愛のうた」を酷評していたが、事件後はその歌を部員たちとともに合唱することになった。
山崎 健太（やまざき けんた）
声 - 鈴木達央
第12話に登場。野球部のエース。めぐみたちのクラスメイトの男子生徒。
学年順位で常にワーストになるほど成績が悪い。そのため、めぐみとともに再テストを受けることになり、誠司に教えてもらいながら勉強に励み、勉強が野球のためになることに気付く。しかしその日の帰り道、野球をしている人を見て自分も野球をしたいという欲望感が湧いてしまい、そこをナマケルダに利用されてサイアークにされるが、めぐみたちの活躍で元に戻る。めぐみとともに再テストに無事合格した後は、再び野球を楽しむ。
第34話ではめぐみたちと文化祭の入場ゲート作りをしていた。
海藤 裕哉（かいどう ゆうや）
声 - 内山昂輝
第32話に登場。誠司の友人でいおなのことが気になっていた男子生徒。
誠司に後押しされていおなと動物園でデートすることになったが、緊張をほぐすためにめぐみたちも同行する。しかし、告白の際に自分の思いを一方的に押しつけたかもしれないといった自責の念にとらわれてしまい、この気持ちをナマケルダに利用されてサイアークにされるが、いおなのイノセントフォームの覚醒により、元に戻った。
第40話では、自分の本をいおなに貸しており、返された際にすぐ貸せるよう続編を常に持っておくという描写があった。
深大寺 まみ（じんだいじ まみ）
声 - あんどうさくら
第33話に登場。眼鏡をかけて制服の上に白衣を羽織った少女。
ロケットを飛ばすのが夢で、祖父のひさし（声 - 町田政則）とともにがんばっていたが、何度も失敗している。
偶然まみと出会っためぐみは助手となるも、余計な事をして足手まといになるだけだった。それでもめぐみは夢を応援し、翌日に差し入れのクッキーを持って今度こそ成功させようと祈ってまみのところへ向かっている途中にオレスキーによってサイアークにされてしまう。めぐみたちの活躍で元に戻った後、ロケット飛ばしは大成功した。
假屋崎（かりやざき）
声 - 小林親弘
第34話に登場。生徒会長を務める眼鏡をかけた男子生徒。ルックスが良いため、女子生徒から人気が高い。文化祭前日にポスターを貼っており、仕事がなく落ち込んでいたひめを手伝わせた。文化祭開催中に校内に乱入してきたナマケルダによってサイアークにされ会場を荒らすが戦闘中にひめがイノセントフォームに目覚めパワーアップを果たす。ハピネスチャージプリキュア4人の協力でサイアーク浄化後は無事元に戻り文化祭を再開、大盛況となった。

#### 真央の友人
卓真（たくま）
声 - 渡辺明乃
第14話で初登場した男子児童。ヒーローに憧れている。
真央たちと潮干狩りをしていた際、オレスキーにサイアークにされるが、めぐみたちの活躍で元に戻った。
第37話でも再び真央とえりとともにオレスキーにサイアークにされてしまい、再びめぐみたちに救われる。
えり
声 - 長谷美希
第14話で初登場した女子児童。真央たちと潮干狩りをしていた際、オレスキーにサイアークにされるが、めぐみたちの活躍で元に戻った。
第16話で再登場し美代にサインをねだる。
第37話では再び真央と卓真とともにオレスキーにサイアークにされてしまい、再びめぐみたちに救われる。
トウマ
声 - 尾崎真実
第16話に登場した男子児童。「プリキュアウィークリー」のファン。

### サイアークにされたゲストキャラクター
幸代（さちよ）
声 - 荒川美穂
第18話に登場。「おおもりご飯」の常連客で、まりあの友人。
婚約者の大輔（だいすけ、声 - 木島隆一）と結婚式を挙げていたところを、大輔とともにホッシーワによってサイアークにされるが、めぐみたちの活躍で元に戻る。
ゴン
声 - 中山雅史
第19話に登場しためぐみ達が助っ人した誠司が所属する「ぴかりが丘商店街サッカーチーム」の監督。普段は団子屋の2代目として働いており、周囲からは親しみと敬意から「隊長」と呼ばれている。
対戦相手の「中央商店街サッカーチーム」の監督（声 - 各務立基）が饅頭屋の2代目であるために商売敵ということも含めて対抗心を燃やして勝負を挑み、その際にオレスキーによってサイアークにされるが、最終的にはめぐみ達の活躍で元に戻る。
三ツ谷 のぶこ（みつや のぶこ）
声 - 堀絢子
第35話に登場。おおもりご飯の常連客。豪邸に住んでおり、オウムを飼っている。性格は激しい。
めぐみたちがゆうこのお手伝いで弁当を届けた際、いきなり弁当に対して文句を突きつけた(所謂クレーマー)。しかし、実際は素直になれないだけで、本当は弁当をおいしく感じており、その思いはゆうこに伝わっている。
2度目の配達の際、弁当を待っていたところへホッシーワによってオウム共々サイアークにされるが、イノセントフォームに覚醒したキュアハニーの活躍で元に戻る。その後、ゆうこから店に直接来て弁当を食べることも勧められ、おおもりご飯に来店して夕食を食べていた。
最終回で再登場。坂道で警官（人間に戻ったオレスキー）に荷物を運んでもらっている。

### 他作品からの登場人物
前述の通り、第1話から第34話までのオープニング映像に歴代作品33人のプリキュアがシリーズ10周年を祝うメッセージを添える形で登場した。
各プリキュアが登場したエピソードについては後述を参照のこと。また、担当声優は原典と同様のため本項目では省略する。

## プリキュアの設定
本作品における劇中世界では、各大陸にプリキュアのチームが存在し、その活躍ぶりがワールドニュースで報道されるなど「プリキュア」が世界共通の言葉として物語当初より一般に認知されている。主人公であるラブリーたちも、そんな世界各国に多数存在するプリキュアチームの一つという位置付けである。後にラブリーたちと合流するハニーとフォーチュンの正体はそれぞれ第10話と第19話で判明するが、オープニングでは当初よりその正体を匂わす描写が盛り込まれていた。
コスチュームのデザインは前述の外国のプリキュアと同じ濃紺のベストと金色のハート形のブローチを身につけている。また共通の装備・能力として「ラブプリブレス」を装着している他、後ろ腰についているリボンを光の翼に変えて自由に飛行することもできる。その他、細かい衣装の違いは各プリキュアの項目を参照。
各々単独での変身も可能だが、ハニーが加入した第12話からはほとんどの場合3人同時に変身するようになり、フォーチュンは第22話から単独で変身する。変身を強制解除される、もしくは戦闘不能になると前述の光の衣をまとった状態になり、さらに時間が経過すると私服に戻る。戦闘途中でフォームチェンジが可能であり、変身アイテムと技を行使する専用武器を留めたり、大量のチョイアークに効果のある技を発揮することができる。
変身終了後はラブリーとプリンセスがチームを組んだ第2話から毎回ではないが「ハピネス注入（3人時はラブリーのみ、それ以外はラブリー・プリンセス） 幸せチャージ（2人時はラブリー・プリンセス、3人時はプリンセス・ハニー、4人集結後はハニー・フォーチュン） ハピネスチャージプリキュア！（全員）」と名乗りポーズをとる。その際の立ち位置は、ラブリーとプリンセスがチームを結成した第2話より向かって左からラブリー・プリンセスとなり、ハニーは第11話からラブリーの左側、フォーチュンは第24話からプリンセスの右側に立つ。プリンセスとハニーは第11話から第21話まで立てひざでポーズをとる。
秘密を知ることで危険に巻き込むことを防ぐ目的から、プリキュアであることを家族にも明かさないようブルーに求められている。そのため誠司と美代といった例外を除き、めぐみたちは一般人に自らがプリキュアであることを、全編を通して知られないように行動している。さらに恋愛禁止のルールも制定されており、これは前述した身近な人間を危険に巻き込まないことに加えて「チームワークが崩れる」危険性、そして前述したブルーの過去の経験から「仲がこじれた結果取り返しのつかない結果となる」ことを危惧して判断であることが、作中でも折に触れて明示されている。もっとも物語が進むにつれて、このルールも徐々にではあるが緩められていくようになった。

### キュアラブリー
愛乃めぐみが変身する「愛のプリキュア」。変身後は目の前に左手で大きなハートを描き、その後左胸に手でハートの形をつくりながら「世界に広がるビッグな愛！ キュアラブリー！」と名乗る。
第1話でナマケルダに苦戦していたプリンセスと、サイアークにされた相楽真央を助けたいという強い気持ちが愛の結晶と反応して、プリキュアへの変身能力を得ている。元々プリキュアに憧れていたこともあり、ひめとは違い変身してすぐに順応しており、いおなからも「戦い方は荒削りだけどまだまだ強くなれる」と評されている。
髪は赤色のポニーテールから膝に届くほど長いマゼンタ色のポニーテールになり、左側にフリル付きのハート型の飾りをつけている。コスチュームの基本カラーはピンク。胸にダークマゼンタ色のリボンをつけており、袖口がちょうちん型になっている。膝の上まであるロングブーツを履いている。薄いピンク色のハート形のイヤリングをつけている。
ラブリーの名前の由来は自身が好きな言葉「愛」「ラブ」「ラブリー」から。
通常技
ラブリー・パンチ
エネルギーを集めた左拳からピンク色の光波を撃ち出し、敵を爆破する。
ラブリー・ハートリストラクション
オーラを纏った両方の拳から大量のハート形の光弾を連続で発射して、相手にぶつけることで、動きを封じる。
ラブリー・エクスプロージョンボンバー
ラブプリブレスの周囲に発生させた炎を左拳に集め、それを炎の玉のように撃ち出す。
ラブリー・ビーム
親指と人差し指で輪を作り、それを眼鏡のように覗きこむ構えをとった後、両眼からピンク色の光線を発射する技。
使用者本人が眩しさでダメージをうける場合もある。
ラブリー・シールド
ハート形のシールドを張ることができ、他の防御技と連携して強化することで、襲い掛かってくる敵を押し返すことが可能。
ラブリー・パンチングパンチ
ピンク色に光る巨大な拳を作り出し、パンチの一撃で敵を打ち飛ばす。また、両手を交互に繰り出すことで連続で放つことも可能である。
ラブリー・ライジングソード
ピンク色に光る剣を作り出し、敵を吹っ飛ばす。また、敵の攻撃を防ぐこともできる。
ラブリー・ライジングバット
ラブリー・ライジングソードの応用技。ピンク色に光るバットを作り出す。サイアークたちと野球で勝負をつけるために使用。
ラブリー・ホームラン
ラブリー・ライジングバットで敵の投げた球を見切り打ち返す。打たれたサイアークは戦意喪失してしまった。
ラブリー・ブラスター
胸の前で手を組んでから前方に突き出すことでラブリーの体から炎の熱線が放射され、敵を飴のように溶かす。
ラブリー・シャイニングインパクト
片手のひらからピンク色の衝撃波を放ち、敵を攻撃する。
ラブリー・ハートスタンプ
両手から巨大なハート形のエネルギー体を放出し、敵に叩きつける。

必殺技
プリキュア・ピンキーラブシュート
「愛の光を聖なる力に ラブプリブレス！」の掛け声で、振り上げた両手にラブプリブレスからハート形のエネルギー弾を発生させ、パンチで相手に向かって叩き出す攻撃。最後に「愛よ 天に帰れ！」と叫ぶことでサイアークを浄化する。

#### チェリーフラメンコ
ラブリーのモードからフォームチェンジした姿。フラメンコダンサーをモチーフにしており、真っ赤な衣装が特徴。髪型は赤いバラと黒いリボンを結んだ大きなポニーテールになる。赤いハート形のイヤリングをしている。
通常技
ラブリー・ロサトルメンタ
大量のバラの花びらで巨大な竜巻を起こして敵を囲み、撹乱させる。
ラブリー・ファイヤーフェスティバル
相手を大量の炎で包み、「オ・レ！」の掛け声で炎を爆発させて敵を焼き尽くす。

必殺技
プリキュア・パッションダイナマイト
フラメンコのダンスを舞うことで、ラブプリブレスを叩くと出る炎で自らの周りを巻き、「オ・レ！」の掛け声で炎の爆発を敵に当てて吹き飛ばす。

#### ロリポップヒップホップ
キュアラブリーのモードからフォームチェンジした姿。アイドルをモチーフにしており、黄色と黄緑色の衣装が特徴。髪型は黄緑色の大きなリボンをつけたツインテールになる。黄緑色の星形のイヤリングをしている。
必殺技
プリキュア・ポップンソニックアタック
ヒップホップの軽快なステップを舞うことで、ラブプリブレスを叩くと出る大量の大きな音符を一斉に敵の上に落とす。

#### イノセントフォーム
ラブリーのモードからフォームチェンジした姿。第36話で4人中最後に覚醒した。コスチュームは4人とも共通で、白色を基調にしたコスチュームで、頭に金色のハートの飾りがついたリボンを付けており、背中には蝶の羽のような透明のリボンが付いている。スカートにはプリキュア4人のイメージカラー（ピンク・青・黄・紫）が配色されている。胸元にはシャイニングメイクドレッサーと同様のハートの飾りを着けており、顔に化粧が施されている。髪の毛はボリュームが増して光沢がかかり、足元まで長くなったポニーテールの毛先を白い紐で束ねている。
必殺技
ラブリー・パワフルキッス
ドレッサーのパレットの色を混ぜてピンクにしリップに塗った後、投げキッスの要領でピンク色の巨大なハート型ビームを敵にぶつけることで動きを封じる。

#### フォーエバーラブリー
ラブリーの最終形態。地球の人々のみならずレッドも愛で守りたいというキュアラブリーの思いと、地球から送られた愛の光の粒を受け取ったことでプリカードが出現し、第48話にてこの姿へと覚醒した。変身後に「世界を照らす永遠の愛！ フォーエバーラブリー！」と名乗る。
白色と淡いピンク色を基調にしたコスチュームで、ベストの裾のフリルが足元まで長くなっており、全身を光で纏っている。髪の毛は下ろした状態になり、後頭部に光のリボンを付けている。羽は付いていないが飛行ができる。
その戦闘能力はイノセントフォームに覚醒した4人がまとめてかかっても敵わなかったレッドと互角に戦えるほどパワーアップしており、エターナルゲージで封印された他の3人と誠司、リボン、ぐらさんを助け出す能力も見せた。
必殺技
プリキュア・フォーエバーハピネスシャワー
無数の流星状のビームを両手から放出する技。レッドの憎悪の感情を浄化すると共に、地球にも降り注いで赤いサイアークを消滅させ、各国の街並みを取り戻した。

### キュアプリンセス
白雪ひめ（ヒメルダ・ウインドウ・キュアクイーン・オブ・ザ・ブルースカイ）が変身する「勇気のプリキュア」。風の力を操るプリキュアで、風の力を利用した技を使うことができる。変身後は目の前に右手で大きな円を2回描き、その後両手をピストルに見立て撃った後、指先に（ピストルの硝煙を吹き消すかのように）息を吹きかけ右目をウインクして「天空に舞う蒼き風！ キュアプリンセス！」と名乗る。
プリキュアシリーズ初の外国出身のプリキュアである。
幻影帝国に支配されたブルースカイ王国を救うべくプリキュアに覚醒したが、最初は生来からの臆病な性格も相まって戦いが不得意であり、作中での初登場である第1話の冒頭でもナマケルダのサイアークに苦戦していた。しかしめぐみとチームを組むようになってからは、自身の人間的な成長もあって勝利を重ねていくようになる。
髪は青色のロングヘアーから膝に届く長さの空色のツインテールになり、左側に金冠のついた青いリボンをつけている。コスチュームの基本カラーは空色。胸に青色のショートネクタイをつけており、袖口が羽を模した形になっている。深い藍色の長い靴下とショートブーツを履いている。髪色と同じリング形のイヤリングをつけている。
プリンセスの名前の由来は「お姫さま（＝王女）」から。
通常技
プリンセス・弾丸マシンガン
両拳から空色の光の球を連続して撃ち出す技。しかし、その威力は低くサイアークに対しては有効なダメージを与えることができないことがほとんどである。そればかりか、光の球によって生じた土煙により敵の姿を見失い、敵に反撃を許すこともしばしば。
また、第22話ではファントムを狙撃して、鏡に封印される直前だったいおなを助ける。
プリンセス・ボール
両腕に作り出した大きな空色の光の球を投げる技。威力は低かったが、第24話でいおなのバレーボールの特訓を受け、チームワークアタックで威力が倍増した。
プリンセス・トルネード
突風を発生させる技。
第2話では創り出した風の球を両手から放ち、前方に猛烈な突風を発生させ、敵が怯んだ隙に逃げる。
第3話では左手を地面に触れさせて、自らの周りに起こした風を敵の周囲に移動させて行動を阻害。
プリンセス・爆弾ボンバー
オーラを纏った両方の拳に着弾すると炸裂する空色の光の球を作り出して連続投射する。劇場版に登場する「プリンセス・爆弾マグナム」は技の威力が上昇する。
プリンセス・バリア
中心に点が入った円環形のバリアを張ることができ、他の防御技と連携して強化することで、襲い掛かってくる敵を押し返すことが可能。
プリンセス・急降下ダイブ
飛行状態から敵に向かって急降下し、両足を揃えて足裏で蹴りを入れる。
プリンセス・カッター
ツインテールに電撃をまとって、身体を回転させることでツインテールの髪先から刃状の光弾を複数放ち、敵を攻撃する。
プリンセス・拳骨ツインマグナム
左右の拳から空色の大型の拳を飛ばし、敵を打ち倒す。
プリンセス・ガチンコヘッド
飛行状態から敵に向かって急降下し、額をぶつける。急降下ダイブの頭突き版。

必殺技
プリキュア・ブルーハッピーシュート
「勇気の光を聖なる力へ ラブプリブレス！」の掛け声で、振り上げた両手にラブプリブレスから中心に点が入った円環形のエネルギー弾を発生させ、パンチで相手に向かって叩き出す攻撃。最後に「勇気よ 天に帰れ！」と叫ぶことでサイアークを浄化する。

#### シャーベットバレエ
キュアプリンセスのモードからフォームチェンジした姿。バレリーナをモチーフにしており、青紫色の衣装が特徴。髪は空色のツインテールから、頭頂部に結い上げられたお団子とそこから左右に分れる髪型になる。羽飾りのイヤリングをしている。
必殺技
プリキュア・アラベスクシャワー
バレエを優雅に舞い、ラブプリブレスを叩くと出る雪花状の光の粒を下降させて、命中した敵をバレエの舞姿のまま凍らせる。
プリキュア・ブリザード・アン・トゥールナン
ラブプリブレスを叩くと足元に雪の結晶が現れ、その上でバレエを踊ることで猛吹雪を発生させて、命中した敵をバレエの舞姿のまま凍らせる。

#### マカダミアフラダンス
キュアプリンセスのモードからフォームチェンジした姿。ハワイのフラをモチーフにしており、薄い緑色の衣装が特徴。髪は空色のツインテールから、各所に白い花飾りをつけた三つ編みになる。白い花飾りのイヤリングをしている。
必殺技
プリキュア・ハワイアンアロハロエ
ラブプリブレスを叩くことで、敵とともにフラダンスを舞い踊り、ゆったりとした気分にさせることで油断させる。キッスを投げた後、敵を空に昇らせ、隙を生み出す。またこの技の効果は敵だけでなく、味方や周囲の人間にも及ぶ。
『映画 HUGっと!プリキュア♡ふたりはプリキュア オールスターズメモリーズ』では通常フォームで使用された。

#### イノセントフォーム
キュアプリンセスのモードからフォームチェンジした姿。第34話でフォーチュンに続き2番目に覚醒した。髪の毛はボリュームが増してツインテールの毛先が羽のような形に広がり、光沢がかかる。
必殺技
プリンセス・ウィンディウィンク
ドレッサーのパレットの色を混ぜて緑色にしアイシャドーとして瞼に塗った後、化粧筆で円を描き、自分を中心とした緑色の竜巻を作り出す。そこから無数の緑色の風の輪を放出し敵にぶつけることで動きを封じる。

### キュアハニー
大森ゆうこが変身する「優しさのプリキュア」。変身後は目の前に右手で持った「トリプルダンスハニーバトン」で大きな四つ葉のクローバーを描き、その後バトンで演舞しながら「大地に実る命の光！ キュアハニー！」と名乗る。「お腹いっぱい、幸せいっぱい」というモットーを持っている。
公式サイトでは変身前の正体や担当声優については伏せられていたものの、放送開始前から画像が公開されており、オープニング映像や『NewStage3』にも台詞こそなかったものの先行して登場している。物語への登場は第9話からで、第11話で食べ物を作る人たちと食べる人たちの笑顔を守るべく、めぐみより先にプリキュアに覚醒していたことを明かしている。もっとも誠司からは「歌の歌詞で感づいていたが確信がなかった」と言われている。この「しあわせごはん愛のうた」 は初登場の際にもトリプルダンスハニーバトンをマイクとして歌っており敵味方問わず魅了されたのみならず、テレビで放送された効果もあってぴかりが丘学園で生徒たちがアカペラで歌うほど学園内に流行する。
髪は茶色のショートカットから黄色のウェーブがかかったポニーテールになり、頂頭部にオレンジ色のリボンをつけている。コスチュームの基本カラーは蜂蜜色。胸にオレンジ色のリボンをつけていて袖口がハートを逆にした形になっており、スカートはフリルがついておらずふわっとしている。膝まであるロングブーツを履いている。3人と比較すると全体的に丸みがあるコスチュームである。薄い緑色の四葉のクローバー形のイヤリングをつけている。
技を行使する際にはラブプリブレスの代わりにバトンのような武器・トリプルダンスハニーバトンを手にしており、それを駆使した攻守共にバランスの取れた戦法を見せる。いおなからも「見事なバトンさばきだわ」と評されている。基本的には間接攻撃が得意で接近戦に持ち込まれると不利である。
ハニーの名前の由来は自身が好物の「蜂蜜」から。
通常技
ハニー・テレポート
トリプルダンスハニーバトン（バトンモード）を頭上に挙げ、残像を伴いながら、高速移動で敵の攻撃を避ける。序盤に数回使用されたがその後は使われなくなった。
ハニー・リボンスパイラル
トリプルダンスハニーバトン（リボンモード）を回して、長い螺旋状の黄色いリボンを創り出し、敵に巻き付け、身動きできなくする。
ハニー・スロー
ハニー・リボンスパイラルでリボンが敵に巻きついた状態で使用でき、敵を地面に叩き付けダメージを与える。
ハニー・ヒーリングリズム
トリプルダンスハニーバトン（マラカスモード）を振ることで、それから音波を発して味方の体力を回復させることができる。
ハニーバトン・クリスタルソング
トリプルダンスハニーバトン（バトンモード）をマイク代わりにして歌い、周囲の敵の戦意を喪失させる。
ハニー・スーパーソニックスパーク
トリプルダンスハニーバトン（マラカスモード）を振ることで、四葉形の光弾を大量に放ち、敵を攻撃する。
ハニー・ハピネスラブシャワー
トリプルダンスハニーバトン（バトンモード）をマイク代わりにして、飛びながら歌うことで、敵の戦意を喪失させる。
ハニー・スタンプ
トリプルダンスハニーバトン（バトンモード）を頭上に挙げ、大きな四葉形のエネルギー体を敵に叩きつける。
ハニー・リボンハートウォール
トリプルダンスハニーバトン（リボンモード）を回して、リボンをハート型にして障壁を創り出し、敵の攻撃をガードする。

必殺技
プリキュア・スパークリングバトンアタック
「命の光を聖なる力へ ハニーバトン！」の掛け声で、両端が光るトリプルダンスハニーバトンを新体操のように振り回して、「イエーイ！」という掛け声でトリプルダンスハニーバトンを頭上に挙げ、巨大な四葉のクローバー形のエネルギー弾を宇宙空間から隕石のように敵の上に落とす攻撃。最後に「命よ 天に帰れ！」と叫ぶことでエネルギー弾を爆発させ、サイアークを舞う光の粒の中に浄化する。第21話ではファントムの呼び出したサイアークを全滅させるほどの威力を見せ付けた。

#### ポップコーンチア
ハニーのモードからフォームチェンジした姿。チアリーダーをモチーフにしており、赤と青を基調にした衣装とボリュームのあるツインテールの髪型が特徴。青色のハート形のイヤリングをしている。
必殺技
プリキュア・リボンハートエクスプロージョン
トリプルダンスハニーバトン（リボンモード）を使って新体操のように舞い踊り、それから大量の小さなハート形のエネルギー体を創り出し、リボンがハートを描くことで、エネルギー体が頭上に集結し、「ビクトリー！」の掛け声で巨大化したハート形のエネルギー体を爆破させて敵に当てて吹き飛ばす。

#### ココナッツサンバ
ハニーのモードからフォームチェンジした姿。サンバをモチーフにしており、キュアハニー時よりウェーブのかかったポニーテールが特徴。オレンジ色の衣装を着用しており、後ろ腰に左右各3枚のファーが施されている。オレンジ色の球状のイヤリングをしている。ポップコーンチアより後に公式サイトに追加で紹介されている。
通常技
ハニー・バーニングダンス
トリプルダンスハニーバトン（マラカスモード）で、「バモラ、ムーチョ!」の掛け声で裂ける大地から灼熱の炎を吹き出し、相手を足止めする。

必殺技
プリキュア・マラカスリズムスパーク
トリプルダンスハニーバトン（マラカスモード）を使ってサンバを踊り、相手もそれに釣られて共に踊り、「マンボ！」の掛け声で相手を疲れさせる。

#### イノセントフォーム
キュアハニーのモードからフォームチェンジした姿。第35話でフォーチュン、プリンセスに続き3番目に覚醒した。髪の毛はポニーテールのボリュームが増し、光沢がかかる。
必殺技
プリキュア・ハニーテンプテーション
ドレッサーのパレットの色を混ぜて黄色にしチークに塗った後、両手から放出される流れ星のような大量の黄色のビームを敵にぶつけることで動きを封じる。

### キュアフォーチュン
氷川いおなが変身する「運命のプリキュア」。変身後は目の前に左手で大きな五芒星を描き、その後左手で前髪を撫でた後「夜空にきらめく希望の星！ キュアフォーチュン！」と名乗る。名乗るのは「フォーチュンピアノ」を使用するようになってからで、プリチェンミラーを使用していた物語前半では変身を済ませた状態で直接登場していたため名乗らなかった。
プリンセスと同じく第1話のアバンタイトルが初登場。当初は1人で戦っていたがファントムに敗北、ラブリーたちとの関わり合いを通してチームプレイの重要性を痛感、後にめぐみたちに自らの正体を明かし、さらにひめとの和解を経て正式に彼女たちと共に戦うようになった。また自分を助けてくれた彼女たちを助けたいという強い思いから、ファントムとも互角に渡り合えるようになるなど戦闘能力の向上も見られるようになった。
髪は暗紫色のロングヘアから淡い青紫色の広がったポニーテールとなり、長さはキュアラブリーとほぼ同じになる。また、左側にラブリーより長いフリルが付いたハート型の飾りをつけており、第22話から登場するフォーチュンピアノが変身後にこの髪飾りに変化する。コスチュームの基本カラーは薄紫色。胸に垂れ下がった薄い青紫色の蝶ネクタイをつけており、袖口は半袖となっている。スカートはラブリーやプリンセスと同じ形だがフリルはついておらず、後ろの丈が長くなっている。膝上丈の白いロングブーツを履いている。金色の星形のイヤリングをつけている。
いおなが空手の有段者なこともあるため高い戦闘能力を発揮し、第21話ではファントムの呼び出した大勢のサイアークを1人で浄化している。一方で動きが直線的なため、第23話の小型サイアークのような変則的な動きには対応できずに追いつめられてしまう弱点もある。
いおなが当初使用していたプリチェンミラーは、姉・まりあ（キュアテンダー）のものを譲り受けたものであり、変身用のプリカード（キュアフォーチュンカード）も含めて4人の中で唯一自身の思いと愛の結晶で誕生したものではなく、ブルーも当初は変身に至るまでの経緯を把握していなかった。このプリカードは後にファントムに敗北後、燃やされてしまい、同時にプリチェンミラーも奪われたことで一時的に変身能力を喪失しているがプリンセスとの和解を経てフォーチュンピアノと新しい変身用プリカードを獲得、以降はこれらを用いるようになる。同時に武器もラブプリブレスから「フォーチュンタンバリン」を使用するようになる。変身アイテム変更に伴うコスチュームの大きな変更はないが、前述の通り左腕のラブプリブレスがなくなった代わりに、左手の中指にハート型の指輪をはめているという差異も見られる。
フォーチュンの名前の由来は「運命」の英訳から。
通常技
フォーチュン・スターバースト
衝撃波を拳に込めて掌底を叩きつけ、敵を吹き飛ばす。また爆炎を吹き起こす効果も伴った。左腕のラブプリブレスがなくても使える。
フォーチュン・スターリング
振り上げた両手に5つのエネルギーリングを創り出し、敵に投げつける。
フォーチュン・コメットアロー
フォーチュンタンバリンを前にかざして巨大な紫色の光波を敵に射出して攻撃する。
第40話ではフォーチュンタンバリンなしで使っており、大量の紫色の星を射出している。
フォーチュン・シェイキングスター
フォーチュンタンバリンを振って叩くことで、大量の紫色の星を出現させ敵を攻撃する。
フォーチュン・タンバリンリング
劇場版に登場する限定技。フォーチュンタンバリンを叩いた後、創り出した大きな星形のエネルギーリングを敵にぶつける。また敵をリングで拘束して動きを封じることもある。
フォーチュン・ギャラクシアメテオ
劇場版に登場する限定技。フォーチュンタンバリンを叩いた後、大量の紫色の星を敵にぶつける。
フォーチュン・サンダーボルト
劇場版に登場する限定技。フォーチュンタンバリンを叩いた後、創り出した星形のエネルギーを落雷に変えて、敵の頭上に降らせて攻撃する。

必殺技
プリキュア・スターダストシュート
「星の光を聖なる力に ラブプリブレス！」の掛け声で、振り上げた両手にラブプリブレスから星形のエネルギー弾を発生させ、パンチで相手に向かって叩き出す攻撃。最後に「星よ 天に帰れ！」と叫ぶことでサイアークを浄化する。
プリキュア・スターストリーム
大量の星団を創り出し、サイアークにぶつけることで浄化する。
プリキュア・スターライトアセンション
「星の光を聖なる力に フォーチュンタンバリン！」の掛け声で、左手の中指についた指輪からフォーチュンタンバリンを呼び出し、タンバリンを叩きながら舞い踊り、紫色の鎖と星を纏った金色の閃光波を放つ攻撃。最後に「星よ 天に帰れ！」と叫ぶことでタンバリンを叩いた後、閃光波を爆発させ、サイアークを舞う星屑の中に浄化する。
プリキュア・スターダストシュートなどの攻撃をかき消したファントムにも重傷を負わせるほどの威力を持つ。
第29話では幹部たちを浄化しかけたが、ディープミラーの妨害で失敗した。

#### パインアラビアン
フォーチュンのモードからフォームチェンジした姿。アラビアンダンサーをモチーフにしており、青緑を基調にしたアラビア風の衣装が特徴。金の輪のイヤリングをしている。
必殺技
プリキュア・オリエンタルドリーム
フォーチュンタンバリンを使ってアラビアンダンスを踊り、相手を釣られて踊らせた後、眠らせる効果がある。

#### あんみつこまち
フォーチュンのモードからフォームチェンジした姿。日本舞踊をモチーフにしており、薄ピンクを基調とした桜柄の着物の衣装が特徴。ハートを逆向きにしたイヤリングをしている。
必殺技
プリキュア・桜吹雪の舞
フォーチュンタンバリンを使って日本舞踊を踊り、桜吹雪の風を巻き起こし、相手を吹き飛ばす。

#### イノセントフォーム
フォーチュンのモードからフォームチェンジした姿。第32話で最初に覚醒した。髪の毛はボリュームが増し、光沢がかかる。
必殺技
プリキュア・エメラルドイリュージョン
ドレッサーのパレットの色を混ぜて薄緑色にした後、両手から放出される光を敵に浴びせて巨大な球状の宝石結界を作り、敵を閉じ込めて動きを封じる。

### キュアテンダー
氷川まりあがプリキュアとして変身した姿。藍色の長いポニーテールが特徴で、左側にハートの髪飾り、胸に金色のリボン、金色の三日月のイヤリングと青紫色のロングスカート（腰のリボンは4枚羽）と白いロングブーツを身につけている。
一度はファントムに敗北しプリキュア墓場に封じられていたが、クイーンミラージュの策略により悪に染まった状態で復活。その後4人の合体技で浄化され生来の姿に戻り、プリキュアに復帰した。
必殺技
テンダー・ライジングスターバースト
空と地上に一つずつ大きな五芒星の魔法陣を描いて、両者の間に敵を閉じ込め、巨大な紫色の光波を放出することで浄化する。

### キュアミラージュ
ミラージュがプリキュアとして変身した姿。丸みを帯びたピンク色のポニーテールに白いリボンを結び、ピンク色のダイヤの形をしたイヤリングを付けている。コスチュームはノースリーブで、白い長手袋に白色と赤紅色のスカートを着用し、白いロングブーツを履いている。後ろ腰のリボンは薄ピンク色で、飛行する際は細長い4枚羽になる。瞳の色は変身前の藍色から青緑色に変わる。
第30話のブルーの回想で初めてプリキュアの姿が登場した。
第48話でプリキュアに復帰し、テンダーとアロ～ハプリキュアに加わって赤いサイアークと戦う。

### 合体技
プリキュア・ツインミラクルパワーシュート
ラブリーとプリンセスの合体必殺技。序盤の技の発動プロセスは彼女たちの必殺技とほぼ同様。「あなたにハッピーお届けデリバリー！」という掛け声で、お互いのラブプリブレスを腕を交差させて叩いた後、「ハッピー！」という掛け声と共に、それぞれ振り上げた両手にエネルギー弾を発生させ、2つのエネルギー弾を合わせ、金色のオーラをまとった中心にハートが入った円環形のエネルギー弾を飛行状態の2人で同時に蹴り飛ばし、敵に命中した後、決めゼリフ「ハピネスチャージ！」の掛け声でエネルギー弾を爆発させて浄化する。
プリキュア・ハピネスビッグバーン
第30話から登場した4人の合体必殺技。リボンとぐらさんがそれぞれ「集まれ ハピネスな気持ち！」（リボン）、「高まれ イノセントな思い！」（ぐらさん）という掛け声でしあわせ玉からエネルギーを放ち、ラブリーと他のプリキュアたちが「輝け！」（ラブリー）、「シャイニングメイクドレッサー！」（プリキュア全員）と叫ぶと、シャイニングメイクドレッサーが4人の手元にやってくる。4人のプリキュアが召喚した化粧筆を使って順番に台座のパレットをタッチした後、ドレッサーのミラーの前で化粧し、最後にキュアプリンセスが化粧筆を使って空中に羽根のマークを描いてミラーの中に込める。その後に「愛と！」（ラブリー）、「勇気と！」（プリンセス）、「優しさ！」（ハニー）、「幸運をこめて！」（フォーチュン）という掛け声で4人の背中にリボンのような羽が生え、全員で化粧筆を回すとミラーに浮かび出るマークも回転し「みんなに届け！ 幸せの大爆発！」という掛け声で化粧筆を頭上に挙げ、シャイニングメイクドレッサーからハート形の虹色の光を大爆発させ、サイアークに浴びせることで浄化する。
強大なサイアークを次々と撃破するのみならず、ファントムをも瀕死の状態に追い込みオレスキーに至っては洗脳状態が解けかけるなど、この技の持つ威力は絶大なものがあり、クイーンミラージュでさえもこの技を警戒するほどである。
プリキュア・イノセントプリフィケーション
第38話から登場したプリキュア4人のイノセントフォーム時の合体必殺技。シャイニングメイクドレッサーの出現は前述のプリキュア・ハピネスビッグバーンと同じだがエフェクトが速い。4人のプリキュアが召喚した化粧筆をイノセントハーモニーマイクに変え、キュアラブリーがマイクを使って空中に無限大（∞）のようなマークを描いてドレッサーの中に込めた後、リボンとぐらさんと共にドレッサーの前で後述する挿入歌「イノセントハーモニー」を歌い、最後に光を纏ったプリキュア4人が順番に敵に突撃することで浄化する。悪意を浄化する能力が非常に強く、第38話以降サイアークの浄化に多用された他、ファントムの悪意を除去し本来の妖精の姿を取り戻した。三幹部もサイアーク浄化の際にたびたびこの技に巻き込まれている。第43話でのクイーンミラージュ、第47話でのダーク誠司の悪意浄化と洗脳解除にもこの技が使用された。

### 外国のプリキュアの技
アロ〜ハプリキュアを除き、ラブリーらが浄化時に叫ぶ「天に帰れ！」などに似たセリフは言っていない。
スターブーメラン
アメリカのプリキュア・ボンバーガールズプリキュアの決め技。コスチュームに付いている星飾りを外し、敵に投げつけて浄化する。星飾りは投げると光を吸収して大きくなる。「ブーメラン」とは言うが反転はしない。
パッソーアルカンシェル
フランスのプリキュア・メルシィプリキュアの決め技。画筆杖で発生させた虹の光を、敵に発射して浄化する。
オプティカルウェーブ
インドのプリキュア・ワンダフルネットプリキュアの決め技。周囲に現れた多数の電卓のボタンを叩き、発生させた光の7セグ数字を、敵に発射して浄化する。
ナイルストリーム
サハラ砂漠のプリキュア・キュアナイルの決め技。高圧水流を放つが、ファントムには通用しなかった。
プリキュア・ハワイアンリノアフア
ハワイのプリキュア・アロ〜ハプリキュアの決め技。「ハワイの精霊たちよ、プリキュアに力を！」の掛け声と共に光のクローバーを発射して敵を拘束し、「アロ〜ハ〜!!」の掛け声と共に多数の光を浴びせて浄化させる。

### 関連アイテム
愛の結晶
ブルーが所持しているピンク色に輝く宝石。少女の強い気持ちに反応し、プリチェンミラーとプリカードに変化する。最終回（第49話）でブルーが5つの愛の結晶（赤色・空色・黄色・紫色・緑色）をラブリーに渡し、その後プリキュア4人と誠司が所持している。
プリチェンミラー
プリキュアへの変身や様々な姿への変装に使用するアイテム。正面に「Pretty change mirror」と英字表記されている。プリチェンミラーのフタを開くと「かわルンルン！」と発声し、3枚のプリカードを重ね合わせることで変身後の姿にしてプリチェンミラーのトレイにセットした後、ミラーボールを下から上へクルクル回すことで変身する。プリキュアに変身完了後はプリチェンミラーキャリーに収納されて右腰前側に装着される。ただし第21話まで使用していたフォーチュンにはキャリーはなかった。
チョイアークが稲妻状の光線を放った際には、これをかざすことで光線を吸収・反射しチョイアークにダメージを与える。
めぐみ・ひめ・ゆうこが所持し、いおなも第21話までまりあが所持していたものを使用していた。また、第28話で登場したアローハプリキュア（サンセット・ウェーブ）も使用していた。
プリカード
プリキュアへの変身に使用するカード。光の衣をまとった状態（キャラクター）、上衣（トップス）、下衣（ボトムス）の3枚で構成されている。
プリキュアへ変身するカード以外にもプリキュア形態から「フォームチェンジ」するカード、特定の職業に「変装」するカード、「おしゃれ」な服に着替えるカードがある。フォームチェンジのカードを使用した場合には、フォームチェンジ専用の技を使用することができ、変装のカードを使用した場合には様々な能力を発揮できる。リボンやぐらさんの幸せが高まると幸せ玉にマークが現れる。その際、妖精の鼻をくすぐって「ハーピション！」と発せた後、羽の部分から新たなプリカードが誕生する。幸せ玉に現れるマークはプリカードにより異なる。誕生したプリカードは後述のプリカードファイル（以下「ファイル」）に収納される。イノセントフォームのカードは各プリキュアのイノセントな思いを後述のシャイニングメイクドレッサーが反応し、それらの融合により誕生する。
いおなはプリチェンミラーを使用していた第21話まで変身シーンが未登場だったので、キュアフォーチュンのカードを含め一切使用していなかった。なお、フォーチュンピアノで使用するキュアフォーチュンのカードのみキャラクターの立つ台座部分のデザインが異なる。
第22話でファイルが消滅したが、その中に入っていたプリカードまでは消滅せず再使用できる様子。
ノーマル変身
キュアラブリー
めぐみがラブリーに変身する際に使用する。
キュアプリンセス
ひめがプリンセスに変身する際に使用する。
キュアハニー
ゆうこがハニーに変身する際に使用する。
キュアフォーチュン
いおながフォーチュンに変身する際に使用する。
プリチェンミラー用とフォーチュンピアノ用の2種類（差異はフォーチュンタンバリンの有無）あるが、前者は第22話でファントムに焼失されたため現存しない。

最終形態化変身
フォーエバーラブリー
プリキュア時に使用できるラブリー専用カード。フォーエバーラブリーに変身する際に使用する。

フォームチェンジ
チェリーフラメンコ
プリキュア時に使用できるラブリー専用カード。姿がフラメンコの衣装に変わり、「プリキュア・パッションダイナマイト」などの技を使用することができる。
ロリポップヒップホップ
プリキュア時に使用できるラブリー専用カード。姿がヒップホップの衣装に変わり、「プリキュア・ポップンソニックアタック」を使用することができる。
シャーベットバレエ
プリキュア時に使用できるプリンセス専用カード。姿がバレエの衣装に変わり、「プリキュア・アラベスクシャワー」などの技を使用することができる。
マカダミアフラダンス
プリキュア時に使用できるプリンセス専用カード。姿がフラダンスの衣装に変わり、「プリキュア・ハワイアンアロハロエ」を使用することができる。
ポップコーンチア
プリキュア時に使用できるハニー専用カード。姿がチアリーダーの衣装に変わり、「プリキュア・リボンハートエクスプロージョン」を使用することができる。
ココナッツサンバ
プリキュア時に使用できるハニー専用カード。姿がサンバの衣装に変わり、「プリキュア・マラカスリズムスパーク」などの技を使用することができる。
パインアラビアン
プリキュア時に使用できるフォーチュン専用カード。姿がアラビアンの衣装に変わり、「プリキュア・オリエンタルドリーム」を使用することができる。
あんみつこまち
プリキュア時に使用できるフォーチュン専用カード。姿が日本舞踊の衣装に変わり、「プリキュア・桜吹雪の舞い」を使用することができる。

強化形態フォームチェンジ
イノセントフォーム
プリキュア時に使用できる全員共通のカード。姿が白色を基調とした衣装（詳細は「キュアラブリー」の節を参照）に変わり、各自当該フォーム時の必殺技を使用することができる。

変装
探偵
探偵に変装する。持っている虫眼鏡を通して見ることで、探している人物の足あとが見えるなどの能力がある。
ローラースケーター
ローラースケーターに変装する。ローラースケートを履いているため、移動速度が大きく向上する。
忍者
忍者に変装する。跳躍力などの身体能力が大きく向上するほか、煙玉や変身の術といった忍法を使用することができる。第15話ではめぐみ・ひめ・ゆうこが占領されたブルースカイ王国の城に侵入するために使用。また、『映画 プリキュアオールスターズNewStage3 永遠のともだち』では夢の世界に行くためにめぐみとひめが使用したが、マアムに見つかって捕まり失敗している。
ポリス
警察官に変装する。ひめがゴミをポイ捨てした少年をポイ捨て現行犯で逮捕して、ゴミ箱まで連行している。
ナース
看護師に変装する。怪我をした犬の手当てを行っている。ファントムの治療をする際にも使用した。
お花屋さん
花屋に変装する。めぐみが恋人にプロポーズしようとしている男性に花を渡している。
コックさん
コックに変装する。ひめがじゃがいもの皮剥きする際に使用している。文化祭でも使用した。
アイドル
アイドルに変装する。めぐみが「しあわせごはん愛のうた」を真似して歌った時に使用している。
先生
教師に変装する。ひめがめぐみたちに勉強を教える際に使用している。第27話ではいおながめぐみたちに夏休みの宿題を教えるために使用。
バスガイド
バスガイドに変装する。めぐみがぴかりが丘こども会のイベントでバスに乗って潮干狩りに行く際に使用している。
レポーター
レポーターに変装する。めぐみが美代に逆取材した際に使用している。ファン雑誌「だいすき! プリキュア」秋号にもキュアフォーチュン特集ページでフォーチュンをインタビューすべく3人が変装した。
サッカー
サッカー選手に変装する。めぐみたちがサッカーの試合に出た際に使用している。
犬
犬のような格好に変装する。犬のように嗅覚が優れる。めぐみが逃走したひめを追いかける際に使用している。
ひよこ
ひよこのような格好に変装する。ゆうこが逃走したひめを追いかける際に使用している。
パティシエ
パティシエに変装する。めぐみとゆうこが使用。
人魚姫
人魚に変装する。ひめが誠司を驚かせようと企んで使っていたが、結局溺れかけたところを誠司に助けられて失敗する。第40話で再登場し、ひめが川に落ちた際にこれでサイアークを攪乱した。
フィギュアスケーター
フィギュアスケーターに変装する。めぐみが誠司と野外スケートリンクに遊びに行った際に使用。
ピザ屋
「プリキュア まんがえほん」で登場。ピザ屋に変装する。宅配ピザを食べたがったひめに対してめぐみが使用。ピザを取り出せるが、サンプルなので食べられない。

おしゃれ
ガーリー
ひめがめぐみをパーティに招待する際、ジャージでやって来ためぐみを着替えさせるために使用している。第32話ではいおなが裕哉とデートをするために使用。
浴衣
ぴかりが丘祭りに参加する際、浴衣に着替えるために使用している。襟の部分にフリルが付いているのが特徴となっている。
山ガール
ぴかり山に登る際に使用している。
ドレス
ひめが恋愛ドラマを見ている際、ドラマの登場人物になりきるために使用している。
パーティ
めぐみが結婚式に参加する際に使用している。
リゾート
プリキュア強化合宿に行った際に使用している。
マリン
プリキュア強化合宿に行った際に使用している。
ハロウィン
めぐみがハロウィンに参加する際に使用している。
キュート
めぐみたちがピクニックをした際に使用している。
クリスマス
ゆうこがクリスマスに参加する際に使用している。

プリカードファイル
プリカードを収納するファイル。表紙と裏表紙の開き口側にピアノやオルガンなどの鍵盤が描かれており、背表紙に「Pretty Card File」と英字表記されている。ファイルがカードでいっぱいになると、どんな願いもひとつ叶うと言われている。普段は妖精たちの幸せ玉に収納されている。
願いが叶うと消滅するが、前述のように収納されていたプリカードまでは消滅しない。
キュアライン
スマートフォンのような機能を持つアイテム。プリキュアの4人、ブルースカイ王国の関係者と誠司が所持しており、ブルーにはプリキュア関係者以外への使用を禁止されている。
通話中はインターホンのように相手の顔が映る他、所有者が出ない場合は強引に電話に出るよう促す機能も持つ。また、通話以外に恋占いなどの機能もある。
ラブプリブレス
プリキュアへの変身とともに現れる、ブレスレット型の標準装備アイテムで技を行使する際に用いる。順番に赤色・紫色・黄色・緑色・橙色・青色の宝珠をつけたダイヤルを回して、ラブプリブレスの宝石が光った後、技を行使する。ラブリーとプリンセスが左腕に装着しており、フォーチュンも物語前半ではこれを用いていた。
トリプルダンスハニーバトン
ゆうこがハニーに変身すると同時に現れ、技を行使する際に用いるバトン型の専用武器。3つのモードに変形でき、普段のマイクのようなバトンモード、先端に螺旋状の黄色いリボンをつけたリボンモード、バトンモードから2本に分割させたマラカスモードがある。
フォーチュンピアノ
いおなが使用する変身アイテムで、第22話よりプリチェンミラーの代わりに使用。
めぐみたちからもらったプリカードでプリカードファイルをいっぱいにし、「めぐみたちを助けたい」という強い願いでぐらさんにファイルを取り込ませ、ぐらさんの鼻をくすぐって「ハーピション！」と発せた後、新しい変身用のプリカードとともに生み出された。
上部にグランドピアノを模した枠と流れ星が施してある。扉を開けると右半分がプリカードをセットするトレイになっていて、本体下部に左から紫色・赤色・桃色・橙色・黄色・緑色・水色・青色（音階は低いド・レ・ミ・ファ・ソ・ラ・シ・高いド）の鍵盤がある。フォーチュンピアノの扉を開くと「かわルンルン！」と発声し、新しい変身用のプリカードを重ね変身後の姿にして右側のトレイにセットした後、トレイ下部にある「星の楽譜」に従ってハート形の指輪のついた右手の中指で「低いド」の鍵盤を3回押し、そのまま指をスライドさせてすべての鍵盤を押すことで変身する。プリキュアに変身完了後はハートの髪飾りとなり髪の左側に装着される。フォームチェンジする際は通常変身と同じようにプリカードをセットした後、「星の楽譜」に従って「パインアラビアン」への変身では「レ・ファ・ラ」、「あんみつこまち」への変身では「低いド・ミ・ソ」を押す。イノセントフォームへの変身では「ミ・ソ・高いド」を2回繰り返して押す。また、「変装」や「おしゃれ」する際は「高いド」を3回押す。
フォーチュンタンバリン
フォーチュンの専用武器で、ラブプリブレスの代わりに第22話から使用。星の形をしたタンバリンで、紫色の本体の外周には髪飾りと同じハートの飾りと、赤色の花、紫色の星、緑色のダイヤの宝石が施されている。左手の中指についた星形の指輪から呼び出して、ハートの飾りに指輪をかざし、ピンク色に光らせてから技を行使する。
シャイニングメイクドレッサー
第29話から誕生する新たなパワーアップアイテムで、アクシアの真の姿。強大な力を秘めており、プリキュアたちがさらなる個人技や合体技を使用する際に使う。普通にお化粧にも使える。『映画 ハピネスチャージプリキュア! 人形の国のバレリーナ』ではスーパーハピネスラブリーの変身に使われている。
イノセントハーモニーマイク
第38話から誕生する新たなパワーアップアイテム。シャイニングメイクドレッサーを使用する際、使う化粧筆がマイクに形を変えたもので、「プリキュア・イノセントプリフィケーション」発動時に使用する。

## 作中用語
ぴかりが丘（ぴかりがおか）
本作品の主な舞台となる町。めぐみ、ゆうこ、いおな、相楽兄妹が住んでいる。ひめが愛の結晶を投げた高い塔やブルースカイ王国大使館もここに所在する。
第2話でのディープミラーの台詞から日本にあることが明言されており、さらに第16話では美代が出した取材許可証において東京都練馬区にあることが明らかになっている。
第41話では町を始めとする地球全体がクイーンミラージュに支配され、鏡の中に閉じ込められた町の人々やその他の世界の人々がサイアークにされてしまうが、第43話でクイーンミラージュ浄化後に元に戻る。
ぴかりが丘公園（ぴかりがおかこうえん）
ぴかりが丘にある公園で、誠司とゆうこがランニングに使用している。
ぴかりが丘商店街（ぴかりがおかしょうてんがい）
ぴかりが丘にある商店街。めぐみといおなが買い物で利用している。
おおもりご飯（おおもりごはん）
ぴかりが丘商店街にある店の一つで、ゆうこの家が経営している弁当屋。お弁当の他に、店内でイートインできることが第18話で判明する。最終回でファンファンがここで働くようになった。
クロスオーバー作品映画においては、『映画 プリキュアオールスターズ みんなで歌う♪奇跡の魔法!』では誠司と真央がミラクルライト（ミラクルステッキライト）を受け取るシーンにて、店が1カットのみ登場している（ゆうこの家族とファンファンは未登場）。第18話では同店のオープンカフェで常連客の幸代と圭助の結婚式が行われ、プリキュアの3人といおな、誠司は正装で出席した（めぐみはブルースカイ王国の大使館に来た時は学生服で来ていたが、誠司も準備の際には制服を着ていた）。
氷川流空手道場（ひかわりゅうからてどうじょう）
誠司が通っている空手の道場で、まりあといおなの実家。彼女たちの祖父が師範を務めており、2人とも門下生である。
ぴかりが丘祭り（ぴかりがおかまつり）
1000年前から続いている伝統の祭り。空から地上に降りた神と人間の女性が恋に落ちたことに由来し、女の子はおしゃれをして参加するのが習わしとなっている。
ぴかりが丘駅（ぴかりがおかえき）
ぴかりが丘にある駅で、ぴかり山行きのバスが出ている。
ぴかり山（ぴかりやま）
ゆうこの祖父母の家がある。おおもりご飯で使われる米は、この家の棚田で作られたものである。
やまバス
ぴかり山行きのバスを運行している事業者である。
ブルースカイ王国大使館（ブルースカイおうこくたいしかん）
ひめとリボンが住んでいる西洋風な建物の大使館。屋根が青色になっている。めぐみ、ゆうこ、いおな、誠司、ブルーが集う場所でもある。ところが、大使館とは言ったものの駐在武官や書記官といった人がおらず、警備も厳重でないことから民家のようである。また、第44話からミラージュとファンファンもここで暮らすようになる。なお、他の国にあるであろうブルースカイ王国の大使館は公表されていない。
クロスオーバー作品映画でも登場しており、『映画 プリキュアオールスターズNewStage3 永遠のともだち』では前作『ドキドキ!プリキュア』のメンバーと妖精たち・グレルとエンエン（後の坂上あゆみ（キュアエコー）のパートナー妖精）が『ハピネス』の手がかりを求めて訪れている。『映画 プリキュアオールスターズ 春のカーニバル♪』では舞台である「ハルモニア」の出発シーンや回想シーンに登場している。
ぴかり神社（ぴかりじんじゃ）
ぴかりが丘にある神社。めぐみがブルーとクロスミラールームの鏡を使用して出かける際、めぐみが選んだ鏡がこの神社とつながっていたことが判明する。約300年前に、変貌前のクイーンミラージュがここで巫女をしていた。
ぴかり浜（ぴかりはま）
ぴかりが丘こども会で潮干狩りに赴いた砂浜。
MARKET PIKARIGAOKA（マーケット ピカリガオカ）
ひめ御用達のスーパーマーケット。高級食材が揃っており、節約家のいおなには水が合わない様子。

アクシア
世界に災厄をもたらす者たちが封印されている茶色の宝箱。中央にラブプリブレスなどと同じ赤色・紫色・黄色・緑色・橙色・青色の宝珠が施されている。元々はブルースカイ王国にあり、王家の者が交代でこれに祈りを捧げる儀式を定期的に行っていたが、箱の中から助けを求める声を聞いたひめが箱を開けてしまったため、封印が解けて幻影帝国が復活してしまう。現在は大使館に保管されている。
ブルーがこの箱を不幸の源であると語る一方、めぐみはこの箱から愛を感じたらしい。
真の姿は前述の「シャイニングメイクドレッサー」である。
ハピプリ達の活躍で幻影帝国は完全に浄化され、レッドもキュアラブリーによって愛の心が蘇ったため、最終話以降は世界に完全な平和が戻り、アクシアの力を必要としなくなった。
プリキュアウィークリー
増子美代がキャスターを務めるテレビ情報番組で、世界中のプリキュアの活躍を伝える。
しあわせごはん愛のうた（しあわせごはんあいのうた）
ゆうこが作詞・作曲した歌。第9話のオレスキーとの対戦時に歌ったのが初出。また、ホッシーワはこの歌の替え歌を歌ってキュアハニーと対決したが、キュアハニーの歌声に魅了され敗北する。
その後、ぴかりが丘学園に瞬く間に広がったが、否定する生徒（ひめ・ひとみ）もいた。しかし、最終的には高評価に変わる。
クロスミラールーム
ブルースカイ王国の大使館にある鏡とつながっている部屋で多数のミラーゲートがある。ブルーはこのミラーゲートを使用して世界各地へと移動している。
ミラーゲート
クロスミラールームに置かれている。鏡のような見た目であるが、ブルーがこれを開くことで世界各地へと移動することができる。
ブルースカイ王国（ブルースカイおうこく）
地球上にある小国 で、白雪ひめの故郷。中にいた人々は鏡に封じられていた。幻影帝国に支配されていたが、第43話でクイーンミラージュ浄化後に平和が訪れた。日本には大使館がある。ただし、王国内には電柱などの近代的な設備は見当たらず、王族や住民の服装も19世紀のヨーロッパ人の服装のようなデザインである。
ひめの親にして王族でもある国王と王妃は、ブルースカイ王国の王宮内で鏡の中に閉じ込められていた。だが第44話で解放され、ひめと再会した。
王妃の容姿はひめに似ている。また、レーズンが好物であり、ひめは母の日にレーズン入りのドライケーキをつくり、王妃のもとに届けている。
ブルースカイ王国の城（ブルースカイおうこくのしろ）
ブルースカイ王国にある城。クイーンミラージュをはじめとした幻影帝国に占拠され、ひめの両親は鏡に封印されていたが、第43話でクイーンミラージュ浄化後に解放されている。青色の屋根をしているが、クイーンミラージュが居座っていたころはピンク色に変えられていた。
大きな城であり、ひめが「広すぎてよく迷子になった」と述べている。
エターナルゲージ
ファントムとレッドが持っている能力。
ファントムが「エターナルゲージ!」と発すると倒されたプリキュアが鏡に封印され、彼女たちは鏡の中で光の衣をまとった状態で、両手を胸の前で交差させたポーズをとっている。
一度封印されたプリキュアはファントムを浄化しても解放することは出来ず、救出するにはクイーンミラージュを浄化して本来の姿に戻すしか方法がない。
第48話ではレッドがキュアプリンセス、キュアハニー、キュアフォーチュンの3人とキュアラブリーをかばった誠司、リボン、ぐらさんを封印する。だが49話冒頭でフォーエバーラブリーの力により、封印が解けた。
プリキュア墓場（プリキュアはかば）
ファントムが倒して鏡で封印した世界各国のプリキュアが置かれている異空間。常に灰色の空をしており、前述の鏡と紫色の水晶で囲まれた無機的な場所。まりあもかつてこの空間に置かれていた。
通常の手段では行くことは不可能であるが、第22話で拉致されたいおなを助けるため、めぐみたちがミラーゲートに祈った結果、行くことに成功する。
第43話でクイーンミラージュ浄化後、封印されていた各国のプリキュアはすべて鏡から解放され「プリキュアの墓場」自体も消滅した。
ワールドプリキュアスナック
第23話でひめが、いおなご用達のスーパーマーケットで買ったリング状のスナック菓子。原典はバンダイから発売されているスナック菓子「プリキュアスナック」。
パッケージには「メルシィプリキュア」、「ボンバーガールズプリキュア」、「ワンダフルネットプリキュア」の代表者1名ずつの計3名が描かれている。パッケージには外国のプリキュアをあしらったカードが1枚封入されており、特に「ボンバーガールズ」のカードはひめが狂喜乱舞するほど超レアである。
このスナックの味は、前々作『スマイルプリキュア!』などでも登場した「大阪の納豆餃子飴」だったが、劇中ひめは特に抵抗無く食している。
オレスキー勲章（オレスキーくんしょう）
オレスキーが軍服の左胸につけている手製の勲章。金色の円形をしており、中に「オレ」と刻まれている。これを自慢げに紹介しており、ナマケルダとホッシーワに呆れられている。
また、ファンクラブをつくっており、会員とファンレターを募っている。「年会費は800円、幻影帝国宛まで!」と述べている。
さらに劇中のみならず、後述の関連商品の節で触れているように、実際に東映アニメーションオンラインショップで「オレスキーの俺大好き缶バッジ」としても発売された（税抜き800円）。
柚が浜海岸（ゆずがはまかいがん）
めぐみたち（とオレスキーたち）が強化合宿すべく赴いた海岸。氷川流空手道場が合宿で利用しているコテージがある。
憎しみの結晶（にくしみのけっしょう）
レッドが所持する赤いクリスタルで、人の憎しみを増幅させる作用を持つ。第45話で誠司に植え付け「ダーク誠司」として配下に置く。
惑星レッド（わくせいレッド）
レッドが地球へ衝突させようとした「赤い星」の正体であり、ブルー曰く「地球の兄弟星」。かつて自身が守護していたが滅んでしまい、その絶望とブルーへの羨望が募り地球を不幸に変えてしまおうと考え、ブルーを自身と同じ境遇にしようと企む。しかし、めぐみとの激戦を経て改心しブルーとミラージュとともに復興することを誓う。

## スタッフ
プロデューサー陣には前作『ドキドキ!プリキュア』から引き続き東映アニメーションの柴田宏明と朝日放送の土肥繁葉樹が続投。シリーズディレクターには『ハートキャッチプリキュア!』で同職を務めた長峯達也が、シリーズ構成には『Yes!プリキュア5』シリーズで同職を務め、シリーズ全作に於いて脚本担当として参加している成田良美が起用されている。キャラクターデザインは『明日のナージャ』以来の参加となる佐藤雅将が手掛けている。
- 企画 - 野下洋、西出将之（朝日放送）、波多野淳一（ADK）、清水慎治
- プロデューサー - 土肥繁葉樹（朝日放送）、高橋知子（ADK）、柴田宏明
- 原作 - 東堂いづみ
- 漫画 - 上北ふたご（講談社「なかよし」連載）
- シリーズ構成 - 成田良美
- キャラクターデザイン - 佐藤雅将
- 美術デザイン - 増田竜太郎
- 色彩設計 - 佐久間ヨシ子
- 音楽 - 高木洋
- 製作担当 - 山崎尊宗
- シリーズディレクター - 長峯達也
- 振付 - MIKIKO
- 編集 - 麻生芳弘
- 録音 - 川崎公敬、林奈緒美
- 音響効果 - 石野貴久（サウンドリング）
- 選曲 - 水野さやか
- 記録 - 沢井尚子→橋口舞子
- オンライン編集 - 東映デジタルラボ
- 録音スタジオ - タバック
- 音楽協力 - 東映アニメーション音楽出版
- 宣伝 - 多田香奈子、遠山雄大
- 演技事務 - 小浜匠→大山恵子
- アニメーション制作 - 東映アニメーション
- 制作協力 - 東映
- 制作 - 朝日放送、ADK[注 69]、東映アニメーション

## 主題歌
オープニングテーマの歌唱はAKB48出身の仲谷明香が担当、仲谷にとってはこの主題歌がソロ歌手としてのデビュー曲ともなった。エンディングテーマは3作連続で、声優でもある吉田仁美が歌うこととなった。
オープニングテーマ
「ハピネスチャージプリキュア！WOW!」
作詞 - 青木久美子 / 作曲 - 小杉保夫 / 編曲 - 大石憲一郎 / 歌 - 仲谷明香
「10周年記念メッセージ」が終了した第35話からはイントロ部が短縮された。なお、ファントム（ファンファン）は映像に登場せず、レッドもディープミラー内にシルエットとして登場するのみ。
オープニング映像の変遷
第10話からは、冒頭のプリキュア別フォーム群の中に「ココナッツサンバ」を追加（「ポップコーンチア」は第1話から登場）、直後の「めぐみの笑顔」場面のバックに映された「プリチェンミラー」と「プリカード」が無くなった。
第30話からは、プリキュア別フォーム群にキュアフォーチュンを始め、「パインアラビアン」と「あんみつこまち」を追加、後半に「シャイニングメイクドレッサー」が加わり、サイアークが一新された。

エンディングテーマ
エンディング映像の振り付けは前作から引き続きMIKIKOが担当している。
「プリキュア・メモリ」（第1話 - 第26話）
作詞 - 只野菜摘 / 作曲 - 小杉保夫 / 編曲 - Dr.Usui / 歌 - 吉田仁美
エンディングディレクター - 宮本浩史
エンディングアニメーションではキュアラブリーとキュアプリンセスの2人がダンスを披露しており、それぞれのフォームチェンジした姿も披露しているほか、リボンも登場している。
第11話でキュアハニー、第22話でキュアフォーチュンがそれぞれ正式加入後も、映像の変更はされていない。
「パーティ ハズカム」（第27話 - 第49話）
作詞 - 只野菜摘 / 作曲 - ヒザシ / 編曲 - 古川貴浩 / 歌 - 吉田仁美
エンディングディレクター - 日向学
エンディングアニメーションでは4人のプリキュアがダンスを披露しており、後半では4人のイノセントフォームが作中に先駆けて登場している。また、リボンとぐらさんも登場している。
『映画 プリキュアオールスターズ 春のカーニバル♪』では挿入歌として使われ、同曲のPVシーン（めぐみたちの回想シーン）にて、めぐみたちがブルースカイ王国大使館でパーティをする場面が流れていた。テレビシリーズと同様にプリキュアたち4人はイノセントハーモニーマイクを使っていたが、イノセントフォームにはならなかった。

挿入歌
「しあわせごはん愛のうた」（第9話 - 第11話、第28話、第31話、第35話）
作詞 - 六ツ見純代 / 作曲・編曲 - 高木洋 / 歌 - キュアハニー（北川里奈）
「イノセントハーモニー」（第38話 - 第41話、第43話 - 第48話）
作詞 - 実ノ里 / 作曲・編曲 - 高木洋 / 歌 - キュアラブリー（中島愛）、キュアプリンセス（潘めぐみ）、キュアハニー（北川里奈）、キュアフォーチュン（戸松遥）
イノセントフォーム状態のプリキュア4人の合体技「プリキュア・イノセントプリフィケーション」発動時に使用。
「勇気が生まれる場所」（第44話）
作詞 - こだまさおり / 作曲・編曲 - 高木洋 / 歌 - キュアラブリー（中島愛）、キュアプリンセス（潘めぐみ）、キュアハニー（北川里奈）、キュアフォーチュン（戸松遥）

## 各話リスト
- 以下断りのない限り、放送日は日曜の日付を示す。臨時枠移動により日曜以外に放送したものは曜日も併記、さらに通常の放送時間以外に放送された場合にはその旨注釈にて示す。
- 10周年記念メッセージは、原画を歴代作品のキャラクターデザイナーである稲上晃、川村敏江、香川久、馬越嘉彦、高橋晃（500回記念メッセージの原画は本作品のキャラクターデザインの佐藤雅将ではなく青山充）が担当し、演出は川村と高橋がデザインしたプリキュアは田中裕太、それ以外のプリキュアは長峯達也が担当している[20]。前述の通り、同コーナーに登場した各プリキュアの担当声優は原典と同様のため、以下のリストでは割愛する。
- 特番やスポーツ中継などによる放送の休止・日時変更は以下の通り。
  - 2014年8月3日…『ナニコレ珍百景特別編 みんな集まれ!!夏祭りSP』（テレビ朝日制作）[注 71]放送のため休止。
  - 2014年8月17日・24日…制作局の朝日放送のみ、第96回全国高校野球選手権大会放送のため臨時枠移動を実施[注 72]（下記の表を参照）。
  - 2014年11月2日…「第46回全日本大学駅伝」（テレビ朝日・メ〜テレ共同制作）中継のため休止。
  - 2015年1月4日…各局年始特番編成のため休止[注 73]。

| 話数 | サブタイトル                                          | 脚本       | 絵コンテ     | 演出     | 作画監督                                      | 美術       | 10周年記念メッセージ                                                                        | 本放送日       | 本放送日                      |
| 話数 | サブタイトル                                          | 脚本       | 絵コンテ     | 演出     | 作画監督                                      | 美術       | 10周年記念メッセージ                                                                        | 制作局         | 制作局を除く テレビ朝日系列局 |
| ---- | ----------------------------------------------------- | ---------- | ------------ | -------- | --------------------------------------------- | ---------- | ------------------------------------------------------------------------------------------- | -------------- | ----------------------------- |
| 1    | 愛が大好き！ キュアラブリー誕生！                     | 成田良美   | 長峯達也     | 長峯達也 | 濱野裕一 小松こずえ                           | 増田竜太郎 | キュアブラック                                                                              | 2014年 2月2日  | 2014年 2月2日                 |
| 2    | ひめとめぐみの友情！ ハピネスチャージプリキュア結成!! | 成田良美   | 入好さとる   | 岩井隆央 | 赤田信人                                      | 田中美紀   | キュアドリーム                                                                              | 2月9日         | 2月9日                        |
| 3    | 秘密がばれちゃった!? プリキュアの正体は絶対秘密!!     | 成田良美   | 越智一裕     | 中尾幸彦 | 河野宏之                                      | 斉藤優     | キュアパッション                                                                            | 2月16日        | 2月16日                       |
| 4    | 転校生はお姫様!! ひめの友達ゲット大作戦!!             | 田中仁     | 畑野森生     | 畑野森生 | 山岡直子                                      | 田中里緑   | キュアムーンライト                                                                          | 2月23日        | 2月23日                       |
| 5    | めぐみとひめ！ 仲良しおたすけ大作戦!!                 | 高橋ナツコ | 越田知明     | 三塚雅人 | 高橋晃                                        | 飯野敏典   | キュアハッピー                                                                              | 3月2日         | 3月2日                        |
| 6    | リボンの優しさ!! 料理って愛情なんです!!               | 小山真     | 鎌仲史陽     | 鎌仲史陽 | 上野ケン                                      | 斉藤優     | キュアイーグレット                                                                          | 3月9日         | 3月9日                        |
| 7    | 友情全開!! 二人の新たなる力!!                         | 大場小ゆり | 殿勝秀樹     | 岩井隆央 | ジョーウィー・カランギアン フランシス・カネダ | 佐藤千恵   | キュアアクア                                                                                | 3月16日        | 3月16日                       |
| 8    | 友情の危機!! ミスフォーチュンの不吉な予言!!           | 田中仁     | 門由利子     | 門由利子 | 赤田信人                                      | 田中美紀   | キュアパイン                                                                                | 3月23日        | 3月23日                       |
| 9    | 空手でオッス!! プリキュアパワーアップ!?               | 高橋ナツコ | 入好さとる   | 鎌谷悠   | 河野宏之                                      | 斉藤優     | キュアリズム                                                                                | 3月30日        | 3月30日                       |
| 10   | 歌うプリキュア！ キュアハニー登場!!                   | 小山真     | 寺田和男     | 中尾幸彦 | 星野守                                        | 篝ミキ     | キュアブロッサム                                                                            | 4月6日         | 4月6日                        |
| 11   | 謎のメッセージ！ キュアハニーの秘密!!                 | 成田良美   | 三塚雅人     | 三塚雅人 | 山岡直子                                      | 飯野敏典   | キュアマーチ                                                                                | 4月13日        | 4月13日                       |
| 12   | めぐみピンチ！ プリキュア失格の危機!!                 | 大場小ゆり | 田中孝行     | 岩井隆央 | 上野ケン                                      | 斉藤優     | キュアハート                                                                                | 4月20日        | 4月20日                       |
| 13   | 強敵登場！ キュアフォーチュンVSプリキュアハンター！   | 成田良美   | 園田誠       | 筆坂明規 | 織岐一寛 近藤瑠依                             | 佐藤千恵   | キュアミント                                                                                | 4月27日        | 4月27日                       |
| 14   | ヒーロー登場！ あいつはいかしたすごいやつ!!           | 高橋ナツコ | 越田知明     | 中尾幸彦 | フランシス・カネダ ジョーウィー・カランギアン | 田中美紀   | キュアラブリー キュアプリンセス キュアハニー キュアフォーチュン （500回記念特別メッセージ） | 5月4日         | 5月4日                        |
| 15   | お母さんに逢いたい！ ひめブルースカイ王国に帰る！     | 大場小ゆり | 島崎奈々子   | 鎌谷悠   | 赤田信人 星野守                               | 斉藤優     | キュアメロディ                                                                              | 5月11日        | 5月11日                       |
| 16   | 私はマスコミよ!! プリキュアの秘密全部見せます!!       | 田中仁     | 入好さとる   | 岩井隆央 | 青山充                                        | 田中里緑   | キュアベリー                                                                                | 5月18日        | 5月18日                       |
| 17   | 努力と根性!! めぐみと誠司の絆!!                       | 小山真     | 鎌仲史陽     | 鎌仲史陽 | 河野宏之                                      | 篝ミキ     | キュアルージュ                                                                              | 5月25日        | 5月25日                       |
| 18   | みんなで幸せ全力応援！ ぴかりが丘の結婚式!!           | 高橋ナツコ | 大庭秀昭     | 大庭秀昭 | 松井誠 相澤茉莉 森悦史                        | 斉藤優     | キュアピーチ                                                                                | 6月1日         | 6月1日                        |
| 19   | サッカー対決！ チームプリキュア結成！                 | 大場小ゆり | 寺田和男     | 中尾幸彦 | 稲上晃                                        | 佐藤千恵   | キュアエース                                                                                | 6月8日         | 6月8日                        |
| 20   | 悲しい過去!! キュアフォーチュンの涙                   | 田中仁     | 田中孝行     | 岩井隆央 | 星野守                                        | 田中美紀   | キュアサンシャイン                                                                          | 6月15日        | 6月15日                       |
| 21   | ひめの過去の過ち！ 怒りのキュアフォーチュン！         | 成田良美   | 長峯達也     | 筆坂明規 | 織岐一寛 近藤瑠依                             | 斉藤優     | シャイニールミナス                                                                          | 6月22日        | 6月22日                       |
| 22   | 新たな変身!? フォーチュンの大いなる願い！             | 成田良美   | 門由利子     | 門由利子 | 青山充                                        | 田中里緑   | キュアビューティ                                                                            | 6月29日        | 6月29日                       |
| 23   | 超キンチョー！ いおなとひめ、はじめてのおつかい！     | 小山真     | 三塚雅人     | 三塚雅人 | 上野ケン                                      | 飯野敏典   | キュアブルーム                                                                              | 7月6日         | 7月6日                        |
| 24   | いおなコーチの プリキュアパワーアップ大作戦！         | 大場小ゆり | いなばちあき | 鈴木裕介 | 赤田信人                                      | 斉藤優     | キュアレモネード                                                                            | 7月13日        | 7月13日                       |
| 25   | 恋にドキドキ！ プリキュア合宿クライマックス！         | 高橋ナツコ | 越智一裕     | 岩井隆央 | 河野宏之                                      | 佐藤千恵   | キュアダイヤモンド                                                                          | 7月20日        | 7月20日                       |
| 26   | 迷子のふたり！ ひめと誠司の大冒険！                   | 田中仁     | 大庭秀昭     | 大庭秀昭 | 松井誠 相澤茉莉 森悦史                        | 田中美紀   | キュアビート                                                                                | 7月27日        | 7月27日                       |
| 27   | 悩めるひめ！ プリキュアチーム解散の危機!?             | 高橋ナツコ | 中村亮太     | 中村亮太 | フランシス・カネダ ジョーウィー・カランギアン | 斉藤優     | キュアロゼッタ                                                                              | 8月10日        | 8月10日                       |
| 28   | ハワイ上陸！ アロ～ハプリキュア登場！                 | 小山真     | 入好さとる   | 鎌谷悠   | 青山充                                        | 篝ミキ     | キュアマリン                                                                                | 8月24日        | 8月17日                       |
| 29   | アクシアの真の姿！ シャイニングメイクドレッサー!!     | 成田良美   | 長峯達也     | 岩井隆央 | 星野守                                        | 西田渚     | キュアピース                                                                                | 8月25日（月）  | 8月24日                       |
| 30   | ファントムの秘策！ もう一人のキュアラブリー！         | 田中仁     | 筆坂明規     | 筆坂明規 | 織岐一寛 近藤瑠依 納武史                      | 斉藤優     | ミルキィローズ                                                                              | 8月31日        | 8月31日                       |
| 31   | まさかの急接近!? キュアハニーとファントム！           | 大場小ゆり | 三塚雅人     | 三塚雅人 | 稲上晃                                        | 田中里緑   | キュアサニー                                                                                | 9月7日         | 9月7日                        |
| 32   | いおなの初恋!? イノセントフォーム発動！               | 高橋ナツコ | 山内重保     | 山内重保 | 赤田信人                                      | 田中美紀   | キュアソード                                                                                | 9月14日        | 9月14日                       |
| 33   | わたしもなりたい！ めぐみのイノセントさがし！         | 小山真     | 越智一裕     | 岩井隆央 | 河野宏之                                      | 斉藤優     | キュアミューズ                                                                              | 9月21日        | 9月21日                       |
| 34   | ひめ大活躍!? 盛り上げよう！はじめての文化祭           | 大場小ゆり | 大庭秀昭     | 大庭秀昭 | 松井誠 上野卓志 森悦史                        | 飯野敏典   | キュアホワイト                                                                              | 9月28日        | 9月28日                       |
| 35   | みんなでおいしく！ ゆうこのハピネスデリバリー！       | 田中仁     | 門由利子     | 門由利子 | 星野守                                        | 篝ミキ     | （終了）                                                                                    | 10月5日        | 10月5日                       |
| 36   | 愛がいっぱい！ めぐみのイノセントバースデー！         | 成田良美   | 田中孝行     | 鈴木裕介 | 上野ケン                                      | 斉藤優     | （終了）                                                                                    | 10月12日       | 10月12日                      |
| 37   | やぶられたビッグバーン！ まさかの強敵登場！           | 高橋ナツコ | 入好さとる   | 岩井隆央 | フランシス・カネダ アリス・ナリオ             | 佐藤千恵   | （終了）                                                                                    | 10月19日       | 10月19日                      |
| 38   | 響け4人の歌声！ イノセントプリフィケーション！        | 成田良美   | 中村亮太     | 中村亮太 | 赤田信人                                      | 田中美紀   | （終了）                                                                                    | 10月26日       | 10月26日                      |
| 39   | いおな大ショック！ キュアテンダーの旅立ち！           | 大場小ゆり | 筆坂明規     | 筆坂明規 | 織岐一寛 近藤瑠依                             | 斉藤優     | （終了）                                                                                    | 11月9日        | 11月9日                       |
| 40   | そこにある幸せ！ プリキュアの休日！                   | 小山真     | 鎌谷悠       | 鎌谷悠   | 佐藤雅将 赤田信人                             | 田中里緑   | （終了）                                                                                    | 11月16日       | 11月16日                      |
| 41   | ミラージュのために！ ファントム最後の戦い！           | 高橋ナツコ | 三塚雅人     | 岩井隆央 | 河野宏之                                      | 飯野敏典   | （終了）                                                                                    | 11月23日       | 11月23日                      |
| 42   | 幻影帝国の決戦！ プリキュアVS三幹部！                 | 小山真     | 田中孝行     | 大庭秀昭 | 松井誠 森悦史                                 | 斉藤優     | （終了）                                                                                    | 11月30日       | 11月30日                      |
| 43   | ぶつけあう想い！ ラブリーとミラージュ！               | 成田良美   | 畑野森生     | 畑野森生 | 稲上晃                                        | 佐藤千恵   | （終了）                                                                                    | 12月7日        | 12月7日                       |
| 44   | 新たなる脅威!? 赤いサイアーク!!                       | 成田良美   | 大塚隆史     | 大塚隆史 | 上野ケン                                      | 田中美紀   | （終了）                                                                                    | 12月14日       | 12月14日                      |
| 45   | 敵は神様!? 衝撃のクリスマス！                         | 大場小ゆり | 入好さとる   | 岩井隆央 | ジョーイ・カランギアン フランシス・カネダ     | 斉藤優     | （終了）                                                                                    | 12月21日       | 12月21日                      |
| 46   | 愛と憎しみのバトル！ 誠司 vs プリキュア！             | 小山真     | 中村亮太     | 中村亮太 | 星野守                                        | 篝ミキ     | （終了）                                                                                    | 12月28日       | 12月28日                      |
| 47   | ありがとう誠司！ 愛から生まれる力！                   | 成田良美   | 三塚雅人     | 三塚雅人 | 赤田信人                                      | 田中里緑   | （終了）                                                                                    | 2015年 1月11日 | 2015年 1月11日                |
| 48   | 憎しみをこえて！ 誕生！フォーエバーラブリー！         | 成田良美   | 長峯達也     | 中尾幸彦 | 河野宏之                                      | 斉藤優     | （終了）                                                                                    | 1月18日        | 1月18日                       |
| 49   | 愛は永遠に輝く！ みんな幸せハピネス！                 | 成田良美   | 長峯達也     | 長峯達也 | 佐藤雅将                                      | 田中美紀   | キュアフローラ （バトンタッチメッセージ）                                                   | 1月25日        | 1月25日                       |

## 放送局

### 日本国内での放送
字幕放送・連動データ放送はテレビ朝日系列フルネット局のみ実施。
| 放送地域       | 放送局                                                | 放送期間                                               | 放送日時                            | 系列           | 備考                          |
| -------------- | ----------------------------------------------------- | ------------------------------------------------------ | ----------------------------------- | -------------- | ----------------------------- |
| 日本国内       | 朝日放送（制作局）をはじめとする テレビ朝日系列全24局 | 2014年2月2日 - 2015年1月25日                           | 日曜 8:30 - 9:00                    | テレビ朝日系列 | 同時ネット                    |
| 鳥取県・島根県 | 山陰放送                                              | 2014年2月8日 - 2015年1月31日                           | 土曜 11:15 - 11:45                  | TBS系列        | 遅れネット スポンサードネット |
| 宮崎県         | 宮崎放送                                              | 2014年2月25日 - 9月30日 2014年10月18日 - 2015年2月14日 | 火曜 15:30 - 16:00 土曜 5:15 - 5:45 | TBS系列        | 遅れネット 番組販売           |

### 日本国外での放送
時間帯は全て現地時間。
香港
2020年1月21日から2020年7月8日まで無綫電視翡翠台にて、『幸福爆發！光之美少女』のタイトルで毎週火曜・水曜17時20分 - 17時50分に放送。広東語 & 日本語二か国語放送、繁体字字幕あり。

## 映画
映画 ハピネスチャージプリキュア! 人形の国のバレリーナ
2014年10月11日公開。本作品からゆうこ（変身前）、キュアフォーチュン、ぐらさんが映画初登場。
同作品の公開に合わせ、本作品第34話から38話までのオープニングにて、同作品のハイライトシーンが一部使用されていたほか、第34話と第35話では同作品とリンクするような演出が行われた。

### クロスオーバー映画
歴代プリキュアが共演する作品。
映画 プリキュアオールスターズNewStage3 永遠のともだち
2014年3月15日公開。本作品からはキュアラブリー、キュアプリンセス、リボン、ブルーが登場。キュアハニーも登場するが、この時点では担当声優が明かされていないため、台詞なしでの登場となった。
同作品の公開に合わせ、本作品第6話から8話までのオープニングにて、同作品のハイライトシーンが一部使用されている。
映画 プリキュアオールスターズ 春のカーニバル♪
2015年3月14日公開。『NS3』に登場済みの3人とリボンに加え、ゆうこ（変身前）・キュアフォーチュン・ぐらさんがクロスオーバー映画初登場。また、脇役としてブルー・誠司・ファンファン・『映画 ハピネスチャージ』のつむぎとドール王国の住人たちが登場。
映画 プリキュアオールスターズ みんなで歌う♪奇跡の魔法!
2016年3月19日公開。本作品のプリキュア全員が声付きで登場。また、敵側ではレッド、脇役として相楽家全員・美代が登場。
映画 HUGっと!プリキュア♡ふたりはプリキュア オールスターズメモリーズ
2018年10月27日公開。本作品のプリキュア4人が声付きで登場。
映画 プリキュアオールスターズF
2023年9月15日公開。プリキュアシリーズ20周年を記念したオールスターズ映画で、本作品を含む歴代プリキュアが総登場する。キュアラブリーのみ台詞がある。

## その他の作品
HUGっと!プリキュア
2018年に放送された、プリキュアのテレビシリーズ第15作目。本作品の主人公たち4人が第36話で変身前、第37話で変身後の姿で登場する（キュアラブリーのみ第37話で声有り）。その他に第36話でリボン、第37話でキュアテンダーとアロ～ハプリキュアの2人が登場。
ひろがるスカイ!プリキュア
2023年に放送された、プリキュアのテレビシリーズ第20作目。第15話のエンディング映像冒頭にキュアラブリーが登場。映像中盤に登場するミラーパッドの画面上にもプリキュアへの変身バンクをハイライトで流す形で登場している。

## 漫画版
これまでのシリーズ同様、『なかよし』（講談社）にて、上北ふたごによる漫画版が2014年3月号から2015年2月号まで連載された。連載当初はキュアラブリーとキュアプリンセスが中心で、キュアハニーは7月号より登場、キュアフォーチュンは8月号で登場した。そして話はクイーンミラージュが浄化されたところで決着が着いたため、レッドは「ディープミラー」での登場のみ、また増子美代はラスト近くのテレビ映像での登場のみだった。
なお単行本の書き下ろし版にはダーク誠司戦が描かれており、レッドは登場するも戦わない。
単行本は2015年3月6日にプリキュアシリーズ10周年となかよし創刊60周年を記念し、「プリキュアコレクション」と銘打ってワイドKCなかよしより発行されている。
- 『ハピネスチャージプリキュア! プリキュアコレクション』（講談社<ワイドKC>、全1巻、2015年3月6日発行） ISBN 978-4-06-337824-5

## キャラクターショー
遊園地やイベント会場等で観覧できるキャラクターショーについて、第1期はキュアラブリーとキュアプリンセス、ナマケルダ、サイアーク、チョイアーク。第1期の途中からは終盤にキュアハニーが登場するようにストーリーが若干変更された。第2期は新たにキュアフォーチュンも登場、敵はオレスキー、ダンスでプリキュアを操るサイアークがそれぞれ登場。
ミュージカルショーはプリキュア4人とブルー、リボン、三幹部とサイアークが登場。ミュージカルの舞台は「ぴかりが丘遊園地」で、オリジナルキャラクターとしてタヌタヌ（声 - 谷井あすか）が登場した。このほか、サイアークの声はオリジナルキャストである増元拓也以外に、木島隆一、坂巻学、西谷修一も担当している。キュアフォーチュンのみあんみつこまちにフォームチェンジするが三幹部との戦いに敗れ通常フォームに戻ってしまうシーンがある。

## イベント
ハピネスチャージプリキュア！10thファンミーティング
放送開始から10周年になったのを記念し、2024年12月12日に東京都練馬区の練馬文化センターこぶしホールで開催されたイベント。当日はメインキャスト4人と主題歌歌手2人が出演した。また、本イベントは『PIA LIVE STREAM』にてオンラインによる生配信も実施された。

## 関連商品
音楽CD・映像ソフトの発売元はいずれもマーベラス（旧：マーベラスAQL）。

### 音楽CD
いずれも販売元はソニー・ミュージックディストリビューション。サウンドトラック・ボーカルアルバムの詳細は『ハピネスチャージプリキュア! サウンドアルバム』を参照。
シングル
1. 「ハピネスチャージプリキュア!WOW!/プリキュア・メモリ」（2014年3月5日発売）
  - CD+DVD盤：MJSS-09114 - 5
  - 通常盤：MJSS-09116
  - オープニングテーマと前期エンディングテーマを収録。CD+DVD盤のDVDにはオープニングおよび前期エンディングのノンテロップムービーが収録されている。初回限定封入特典は、CD+DVD盤がデータカードダスプリキュアオールスターズで、通常盤がジャケットイラスト・ステッカー。

2. 「パーティ ハズカム」（2014年10月8日発売）
  - CD+DVD盤：MJSS-09131 - 2
  - 通常盤：MJSS-09133
  - 後期エンディングテーマのほか、仲谷明香が歌う本作品をイメージした楽曲を収録。CD+DVD盤のDVDには後期エンディングのノンテロップムービーが収録されている。初回限定封入特典は、CD+DVD盤がデータカードダスプリキュアオールスターズで、通常盤がジャケットイラスト・ステッカー。

サウンドトラック
1. 『ハピネスチャージプリキュア! オリジナル・サウンドトラック1 プリキュア・サウンド・チャージ!!』（2014年5月21日発売、MJSA-01109）
  - BGMと主題歌のテレビサイズ・バージョンなど全38曲を収録したサントラ盤。初回封入特典はジャケットサイズ・ステッカー。

2. 『ハピネスチャージプリキュア! オリジナル・サウンドトラック2 サウンド・ビッグバーン!!』（2014年11月6日発売、MJSA-01122）
  - BGMと後期エンディングテーマのテレビサイズ・バージョンなどを収録したサントラ盤。初回封入特典はジャケットサイズ・ステッカー。

ボーカルアルバム
1. 『ハピネスチャージプリキュア! ボーカルアルバム1 〜Hello!ハピネスフレンズ!〜』（2014年7月23日発売、MJSA-01110）
  - イメージソングや主題歌などを収録したボーカルアルバム。初回封入特典はジャケットサイズ・ステッカー。

2. 『ハピネスチャージプリキュア! ボーカルアルバム2 〜シャイニング☆ハピネスパーティ〜』（2014年11月19日発売、MJSA-01127）
  - イメージソングや主題歌などを収録したボーカルアルバム。初回封入特典はジャケットサイズ・ステッカー。

3. 『ハピネスチャージプリキュア! ボーカルベスト』（2015年1月14日発売、MJSA-01139） 
  - ボーカルアルバム第1弾と第2弾の主題歌とキャラクターソングなど全13曲を収録したベストボーカルアルバム。

### DVD / Blu-ray Disc
いずれも販売元はTCエンタテインメント。
DVDは2014年7月2日から2015年6月3日にかけて全16巻（各巻3話（Vol.16のみ4話）収録）が、Blu-ray Discは2014年11月5日から2015年7月1日にかけて全4巻（各巻2枚組・12話（Vol.4のみ13話）収録）がそれぞれ発売された。BD1巻収録の第1話には、シリーズ初の登場キャラクターによるオーディオコメンタリー（めぐみとひめが映像を見て当時を振り返る）が、音声特典として収録されている。
| 巻数 | 収録話数    | ジャケットイラスト                                                                                                   | 映像特典                                                                   | 発売日        |
| ---- | ----------- | --- | -------------------------------------------------------------------------- | ------------- |
| 1    | 1話 - 3話   | キュアラブリー キュアプリンセス キュアハニー キュアフォーチュン リボン・ぐらさん                                     | エンディングダンスレッスンムービー ノンテロップ前期OP&ED DVD&Blu-ray告知CM | 2014年7月2日  |
| 2    | 4話 - 6話   | キュアラブリー リボン                                                                                                |                                                                            | 2014年8月2日  |
| 3    | 7話 - 9話   | キュアプリンセス リボン                                                                                              |                                                                            | 2014年9月3日  |
| 4    | 10話 - 12話 | キュアハニー |                                                                            | 2014年10月1日 |
| 5    | 13話 - 15話 | キュアフォーチュン ぐらさん                                                                                          |                                                                            | 2014年11月5日 |
| 6    | 16話 - 18話 | めぐみ・ひめ・リボン                                                                                                 |                                                                            | 2014年12月3日 |
| 7    | 19話 - 21話 | ゆうこ・いおな・ぐらさん                                                                                             |                                                                            | 2015年1月7日  |
| 8    | 22話 - 24話 | キュアラブリー （通常時&チェリーフラメンコ）                                                                         |                                                                            | 2015年2月4日  |
| 9    | 25話 - 27話 | キュアプリンセス （通常時&シャーベットバレエ）                                                                       |                                                                            | 2015年3月4日  |
| 10   | 28話 - 30話 | キュアハニー （通常時&ポップコーンチア）                                                                             |                                                                            | 2015年3月4日  |
| 11   | 31話 - 33話 | キュアフォーチュン （通常時&パインアラビアン）                                                                       |                                                                            | 2015年4月1日  |
| 12   | 34話 - 36話 | めぐみ・ゆうこ |                                                                            | 2015年4月1日  |
| 13   | 37話 - 39話 | ひめ・いおな |                                                                            | 2015年5月1日  |
| 14   | 40話 - 42話 | キュアラブリー キュアフォーチュン （イノセントフォーム）                                                             |                                                                            | 2015年5月1日  |
| 15   | 43話 - 45話 | キュアプリンセス キュアハニー （イノセントフォーム）                                                                 |                                                                            | 2015年6月3日  |
| 16   | 46話 - 49話 | フォーエバーラブリー キュアプリンセス キュアハニー キュアフォーチュン （以上3人イノセントフォーム） リボン・ぐらさん |                                                                            | 2015年6月3日  |

| 巻数 | 収録話数    | ジャケットイラスト | 映像特典 | 発売日        |
| ---- | ----------- | --- | --- | ------------- |
| 1    | 1話 - 12話  | キュアラブリー キュアプリンセス | 設定資料ライブラリー 前期エンディングダンスレッスンムービー 変身&技シーン集 前期ノンテロップOP&ED DVD&Blu-ray告知CM 音声特典：第1話キャラクターコメンタリー | 2014年11月5日 |
| 2    | 13話 - 24話 | キュアハニー キュアフォーチュン | 設定資料ライブラリー 『映画 プリキュアオールスターズ 春のカーニバル♪』予告映像                                                                              | 2015年3月4日  |
| 3    | 25話 - 36話 | キュアラブリー（イノセントフォーム） クイーンミラージュ ブルー                                                                     | 設定資料ライブラリー 後期エンディングダンスレッスンムービー 後期ノンテロップOP&ED                                                                           | 2015年5月1日  |
| 4    | 37話 - 49話 | フォーエバーラブリー キュアプリンセス キュアハニー キュアフォーチュン （以上3人イノセントフォーム） リボン・ぐらさん・ファンファン | 歴代プリキュア10周年記念メッセージ集 設定資料ライブラリー バンクシーン集                                                                                    | 2015年7月1日  |

### ゲーム
『ハピネスチャージプリキュア! かわルン☆コレクション』
バンダイナムコゲームスより2014年7月31日発売のニンテンドー3DS専用コンピュータゲームソフト。
ゲームオリジナルのストーリーを全8話収録し、キャラクターのセリフもフルボイスで収録されている。ストーリーの途中に出てくるなりきりゲームを攻略することでドレスが獲得できるほか、以降いつでもそのゲームを遊ぶことができるようになる。
ドレスは様々なコーディネートが楽しめる他、着替えた衣装でダンスステージを遊ぶことができる。
ダンスステージでは本作品のOP・EDの他、『Yes!プリキュア5』の後期ED「ガンバランスdeダンス〜夢見る奇跡たち〜」も収録しており、フォームチェンジダンスではそのフォームチェンジにあったダンスゲームを遊ぶことができる。
本作品のプリキュアに加え、前作『ドキドキプリキュア!』までの歴代プリキュアが登場、ゲームを進めるごとにキャラクターが開放され、ダンスステージやバトルゲーム、プリキュアルームでの会話などに登場する。

### スマートフォンアプリ
ハピネスチャージプリキュア!応援アプリ
朝日放送が開発・無料配信するアプリで、前作『ドキドキ!プリキュア』用アプリをバージョンアップする形でiOS版（iPhone/iPad両対応）とAndroid版(4.0以上対応)が配信されている。
番組放送中の音声を認識して劇中のプリキュアを応援する機能、それに応じて手に入るまたは購入できる3Dモデリングキャラクターと一緒に写真が撮れる機能、拡張現実を応用し、イベントなどにおいてカメラでポスターなどを映し出すことで待ち受け画像などが配信される機能などが搭載されている。
キュアラインメールであそぼう
バンダイが開発・無料配信するアプリで、iPhone版とAndroid版が配信されている。
劇中のキュアラインのメール機能を再現したアプリで、定型文・スタンプを打ち込んでパスワードを生成し、それを相手に教え入力してもらうことで、アプリがインストールされたスマートフォンや、玩具のキュアラインとの間でメッセージのやりとりが可能となる。
プリキュア つながるぱずるん
2017年3月16日から2020年6月2日まで、バンダイナムコエンターテインメント（BNEI）より配信されたゲームアプリ。2018年4月4日より本作品に登場するプリキュアが実装された。

#### LINE
「プリキュアオールスターズ」LINEスタンプ
無料通話アプリLINEのスタンプ。『ふたりはプリキュア』から本作品までの歴代プリキュアが登場するスタンプになっており、LINE STOREから100コイン（240円）で購入可能。全40種類。

### 雑誌・書籍
『アニメージュ』2014年12月号増刊 ハピネスチャージプリキュア!特別増刊号（徳間書店、2014年10月18日発行）雑誌 01578-12
映画公開に合わせて発行されるアニメージュの増刊号で、これまで同誌に掲載された記事の再録や最新情報、スタッフインタビューや声優の座談会・コメントなど、テレビシリーズと映画の情報、ラジオ番組『吉田仁美のプリキュアラジオ キュアキュア♡プリティ』の取材記事などを掲載。
『ハピネスチャージプリキュア! オフィシャルコンプリートブック』（アニメディア別冊、学研パブリッシング・発行、2015年3月14日発売）ISBN 978-4-05-610764-7
主要キャラクターの紹介や設定資料、全ストーリーの解説、「プリキュア10周年記念メッセージ」の一場面と台詞、声優・スタッフインタビューやプリキュア役の4声優のグラビアなどで構成。また、『NewStage3』と『映画 ハピネスチャージ』、そして発売当日に公開された『春のカーニバル♪』の映画情報も掲載。
『ハピネスチャージプリキュア!設定資料集』（ムービック、全2巻）
本作品の設定資料集。いずれもA4横版・全ページフルカラーで、Vol.1は2014年11月6日、Vol.2は2015年6月18日発行。
『佐藤雅将 東映アニメーションワークス』（一迅社、2017年3月10日発売）ISBN 978-4-7580-1538-7
本作品を中心に『明日のナージャ』『エア・ギア』『Xenosaga THE ANIMATION』『ONE PIECE』など佐藤が東映アニメーションで関わった作品の画集。版権イラストや設定資料、原画などを収録。

### その他
プリキュアプリコーデドール
前年まで発売されていた「キュアドール!」に代わるフィギュアのシリーズで、ディフォルメ体型である点は「キュアドール！」シリーズを踏襲しつつ、自由に着せ替え遊びが楽しめるギミックを新たに備えている。本作品からは全8種とそれに連動したプレイセット「プリコーデハウス」2種が発売された他、並行して歴代プリキュアも同シリーズとして商品化された。
オレスキーの俺大好き缶バッジ
東映アニメーションオンラインショップで購入可能。オレスキーの缶バッジとファンクラブ会員証のセット。税抜き価格はオレスキー本人が語っているファンクラブ入会料と同じく、800円。
トゥインクル缶バッジ もこもこフェアリー
プリキュア プリティストア各店舗で購入可能。次作『Go!プリンセスプリキュア』までのシリーズに登場した妖精（歴代妖精には含まれていない妖精も含む）のイラストが書かれた缶バッジ。全10種類。本作品からはリボン・ぐらさん・ファンファンが登場。
ぷりきゅみシリーズ 第2弾
プリキュア プリティストア各店舗で購入可能。前作『ドキドキ!プリキュア』・本作品・次作『Go!プリンセスプリキュア』のプリキュアたちがそれぞれの妖精（歴代妖精には含まれていない妖精も含む）の着ぐるみを着たイラストが描かれている。